# Avranches
Pour les articles homonymes, voir Avranches (homonymie).
Avranches (prononcé /avʁɑ̃ʃ/) est une commune française située dans le département de la Manche en Normandie, peuplée de 10 225 habitants.

## Géographie

### Localisation
La ville d'Avranches se situe sur le littoral sud du département de la Manche. Elle a donné son nom à ses alentours, le pays de l'Avranchin.

#### Communes limitrophes
| Marcey-les-Grèves | Saint-Jean-de-la-Haize     | Ponts Saint-Senier-sous-Avranches |
|                   | Avranches                  | Saint-Senier-sous-Avranches       |
| Le Val-Saint-Père | Saint-Quentin-sur-le-Homme | Saint-Loup                        |

Saint-Martin-des-Champs est devenue le 1er janvier 2019 une commune déléguée au sein de la commune nouvelle d'Avranches.

### Géologie et relief

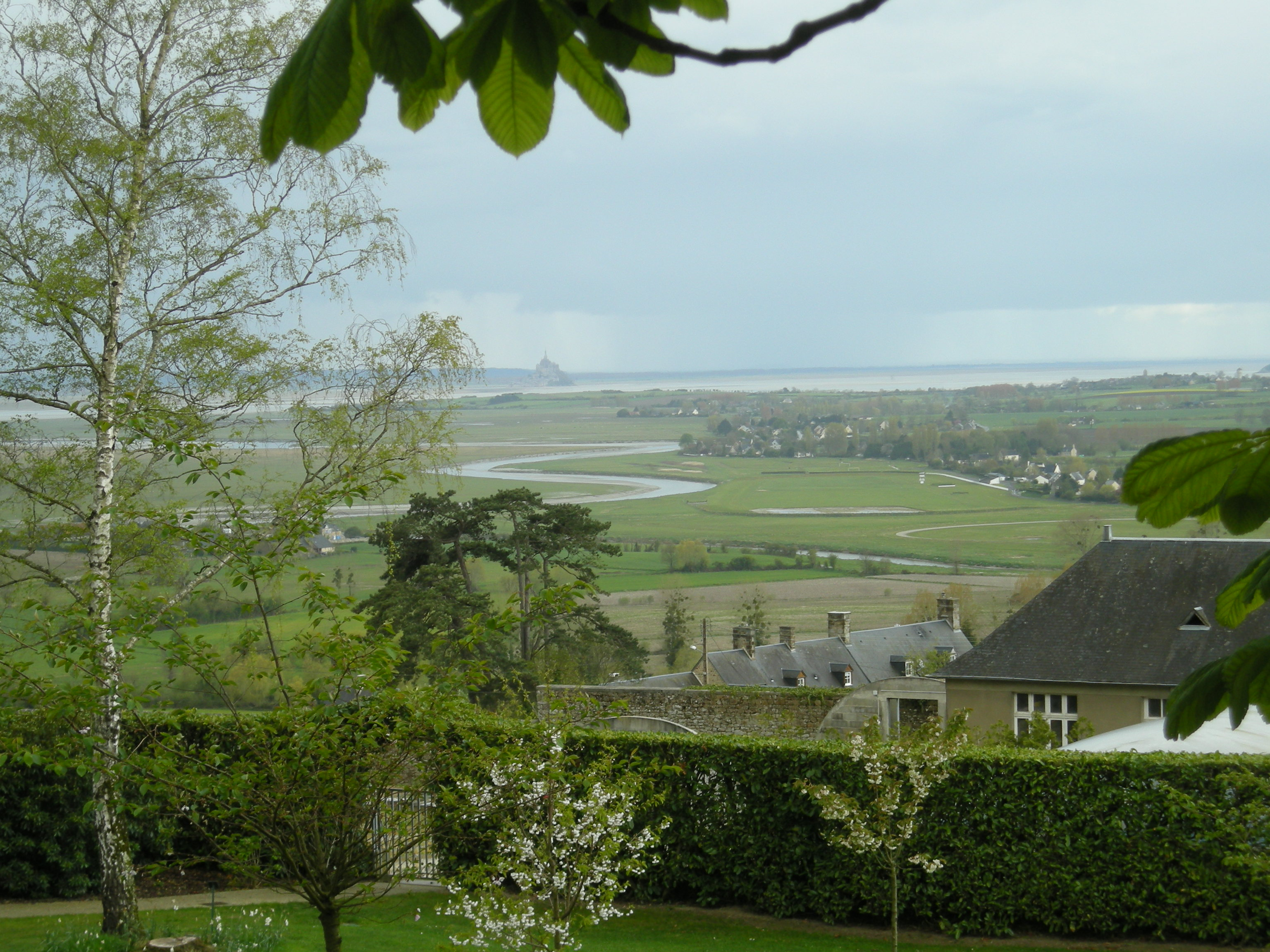
Perspective sur la Sée et le mont Saint-Michel.

Avranches est bâtie sur une colline granitique du Massif armoricain, face à la baie du Mont-Saint-Michel.

### Hydrographie
La commune est située dans le bassin Seine-Normandie. Elle est drainée par la Sée, le ruisseau du Moulinet, le ruisseau de la Guerinette, un bras du Moulinet, le fossé 01 de la Haute Guette, le fossé 01 des Plataines, le fossé 03 de la Porte et le ruisseau de la Porte,,.
La Sée, d'une longueur de 79 km, prend sa source dans la commune de Sourdeval et se jette  dans le golfe de Saint-Malo en limite du Val-Saint-Père et de Vains, après avoir traversé 20 communes. 

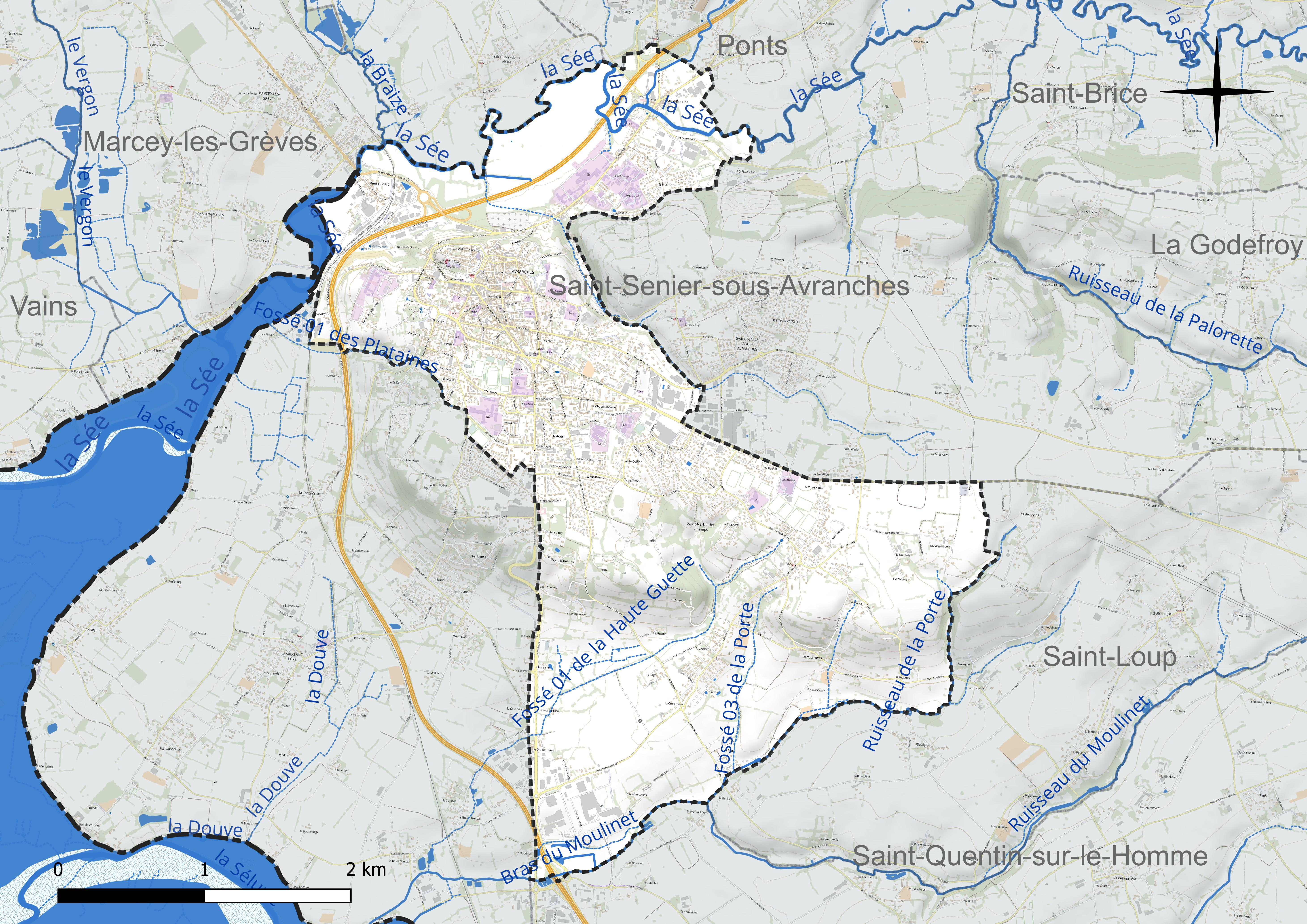
Réseau hydrographique d'Avranches.

Le ruisseau du Moulinet, d'une longueur de 11 km, prend sa source dans la commune de Saint-Ovin et se jette  dans la Sélune à Val-Saint-Père, après avoir traversé cinq communes. 

### Climat
Pour des articles plus généraux, voir Climat de la Normandie et Climat de la Manche.
En 2010, le climat de la commune est de type climat océanique franc, selon une étude du CNRS s'appuyant sur une série de données couvrant la période 1971-2000. En 2020, Météo-France publie une typologie des climats de la France métropolitaine dans laquelle la commune est exposée à un climat océanique et est dans la région climatique Bretagne orientale et méridionale, Pays nantais, Vendée, caractérisée par une faible pluviométrie en été et une bonne insolation. Parallèlement le GIEC normand, un groupe régional d'experts sur le climat, différencie quant à lui, dans une étude de 2020, trois grands types de climats pour la région Normandie, nuancés à une échelle plus fine par les facteurs géographiques locaux. La commune est, selon ce zonage, exposée à un « climat maritime », correspondant au Cotentin et à l'ouest du département de la Manche, frais, humide et pluvieux, où les contrastes pluviométrique et thermique sont parfois très prononcés en quelques kilomètres quand le relief est marqué.
Pour la période 1971-2000, la température annuelle moyenne est de 10,7 °C, avec une amplitude thermique annuelle de 12,1 °C. Le cumul annuel moyen de précipitations est de 970 mm, avec 14,5 jours de précipitations en janvier et 9,3 jours en juillet. Pour la période 1991-2020, la température moyenne annuelle observée sur la station météorologique la plus proche, située sur la commune de Pontorson à 18 km à vol d'oiseau, est de 11,9 °C et le cumul annuel moyen de précipitations est de 821,3 mm,. Pour l'avenir, les paramètres climatiques de la commune estimés pour 2050 selon différents scénarios d'émission de gaz à effet de serre sont consultables sur un site dédié publié par Météo-France en novembre 2022.

## Urbanisme

### Typologie
Au 1er janvier 2024, Avranches est catégorisée centre urbain intermédiaire, selon la nouvelle grille communale de densité à sept niveaux définie par l'Insee en 2022.
Elle appartient à l'unité urbaine d'Avranches, une agglomération intra-départementale regroupant cinq communes, dont elle est ville-centre,,. Par ailleurs la commune fait partie de l'aire d'attraction d'Avranches, dont elle est la commune-centre,. Cette aire, qui regroupe 32 communes, est catégorisée dans les aires de moins de 50 000 habitants,.
La commune, bordée par la Manche, est également une commune littorale au sens de la loi du 3 janvier 1986, dite loi littoral. Des dispositions spécifiques d'urbanisme s'y appliquent dès lors afin de préserver les espaces naturels, les sites, les paysages et l'équilibre écologique du littoral, comme le principe d'inconstructibilité, en dehors des espaces urbanisés, sur la bande littorale des 100 mètres, ou plus si le plan local d'urbanisme le prévoit.

### Voies de communication et transports
La ville d'Avranches se situe sur l'axe Caen–Rennes. Elle est reliée à ces deux villes :
- par l'A84 (prolongée au-delà de Caen jusqu'à Paris par l'A13), qui est coupée en deux au niveau de la ville pour former la rocade N175 (un contournement à l'est de la ville par l'A84 est projeté[24]) ;
- par le train (gare d'Avranches), qui dessert Caen en passant par Lison et Rennes via Dol.

.

## Toponymie
Le nom de la localité est attesté sous les formes Iγγενα (Ingena) vers 100 (Ptolémée), Legedia vers 300 (table de Peutinger), Abrincatis vers 400 (à l'ablatif, Notitia dignitatum), Abrincae fin VIe siècle (Vie de Saint-Pair, par Fortunat), de Abrincatis en 587 (Grégoire de Tours d° I), ab Abricatensi urbe vers 850 (« Relevatio »), ab Abrincas entre 1050 et 1064 (Fauroux 161), Abrinchensis 1051 - 1060 (Fauroux 199), de Avrenchis 1055 - 1066 (copie XVIIIe siècle, Fauroux 208).
Le toponyme primitif Ingena contient un élément gen qui semble se retrouver dans Genêts (jadis Genecium ou Genitium) et Argennes (Jadis Aregenna à Saint-Quentin-sur-le-Homme), lieux des environs. Par ailleurs, cet élément se reconnaît également dans Aregenua, ancien nom de Vieux-la-Romaine (Calvados) et à l'étranger dans Genua (Genova, Genève) et Gênes (Genua). Cette racine gen- est considérée comme celtique et on reconstruit sa forme allongée *genu- « bouche » cf. pluriel breton genou, gallois genau. D'où son utilisation topographique au sens d'« embouchure »,.
La forme suivante Legedia est peut-être une cacographie d'Ingena. Avranches a été la capitale du peuple celte des Abrincates (voir ce nom) et selon un processus courant en Gaule, le toponyme originel a disparu au Bas-Empire pour être remplacé par celui du peuple possesseur de la cité (cf. Paris ; Tours ; Le Mans ; Arras ; etc.).
Le gentilé moderne est Avranchais ou Avranchinais. Selon l'historien et maire David Nicolas, ce dernier désigne plus globalement en principe les habitants de l'Avranchin, pays traditionnel autour de la ville et Avranchois est une forme désuète,.

## Histoire

### Antiquité
Le peuple des Abrincates est mentionné très tardivement dans les sources antiques. Pline l'Ancien nomme ce peuple Abrincatui au premier siècle de notre ère. En revanche, un siècle plus tôt, Jules César, dans La Guerre des Gaules, mentionne une tribu celte, les Ambibarii, dans le sud de l'actuel département de la Manche.
L'étude archéologique d'Avranches, menée depuis plus de trente années par l'archéologue Daniel Levalet, laisse apparaître que la ville est bel et bien une création romaine consécutive à la conquête de César et, plus particulièrement, à la célèbre bataille remportée en 56 av. J.-C. par Quintus Titurius Sabinus sur Viridovix, chef gaulois à la tête de la coalition des tribus celtes d'Armorique. Certains historiens pensent que cette fameuse bataille eut lieu sur la commune du Petit-Celland, au lieu-dit le Chatellier. Cet oppidum fut fouillé en 1938 et 1939 par Sir Mortimer Wheeler, célèbre archéologue britannique. Les fouilles ont livré la preuve d'une occupation gauloise du site et d'un incendie qui occasionna son abandon. Cette fortification de l'âge du fer était ceinte d'un mur gaulois.
Toutefois, l'archéologue britannique Colin Wells (en) formule de sérieux doutes concernant le déroulement de cette bataille au Petit-Celland. S'il est d'accord pour faire du camp du Chatellier l'oppidum principal des Abrincates, il est convaincu que le lieu du combat entre Quintus Titurius Sabinus et Viridovix reste à découvrir.
La conquête romaine se traduit par la création d'une agglomération nouvelle sur le site actuel d'Avranches. Cette ville porte le nom de Legedia, comme l'indique la table de Peutinger. À la fin du IIIe siècle, vers 280, Legedia, ville ouverte, est détruite par les pirates saxons, qui déferlent alors sur les rivages septentrionaux de l'Empire romain. Au IVe siècle la ville qui s'est retranché dans son castrum accueille un préfet militaire qui dirige une garnison de cavaliers Dalmates, sans doute cantonnée sur la côte, probablement sur le site du Grand Dick, au lieu-dit le Camp sur la commune de Vains. Ainsi Avranches participe à la mise en œuvre du Litus Saxonicum, système défensif côtier du Bas-Empire contre les incursions saxonnes.

### Moyen Âge

#### Haut Moyen Âge
En 460, le roi Childéric aurait fait bâtir un château. À la fin du Ve siècle, Avranches devient le siège d'un évêché. D'après la liste dressée au XIIe siècle par Robert de Torigni, alors abbé du Mont-Saint-Michel, vingt prélats se succèdent entre la fin du Ve siècle et l'an Mil. Malheureusement, cette liste semble parfois douteuse à l'image du contexte si obscur du Haut Moyen Âge.
Parmi ces évêques, certains semblent purement légendaires comme Léontius, qui inaugure la liste, ou Théodovic qui aurait accueilli Charlemagne sans que rien prouve que l'empereur soit venu à Avranches, bien que la ville fut un chef-lieu du territoire de Charlemagne. En revanche, l'existence de certains autres est avérée en raison de leur présence lors de conciles tenus à Orléans, Tours, Reims ou Soissons ; c'est le cas de Népus, attesté en 511. Et puis quelques-uns sont entrés dans l'Histoire pour diverses raisons, comme Paterne d'Avranches qui, venu du Poitou pour évangéliser la région et présent en 557 au concile de Paris, fonde les monastères d'Astériac (entre Couesnon et Sélune) et de Sessiac (à Saint-Pair-sur-Mer). Au VIIe siècle, vient Ragestranus chargé par l'archevêque de Rouen d'affirmer la frontière religieuse de son diocèse face aux ambitions du clergé de Dol. Son successeur, Aubert, 12e de la liste, est sans aucun doute le plus célèbre des évêques d'Avranches : il est l'instigateur du premier sanctuaire à l'origine du Mont-Saint-Michel, après en avoir reçu l'ordre de l'Archange venu le visiter. Certains évêques dont saint Sever, ou encore ses successeurs saint Pair et saint Senier, ont donné leurs noms aux paroisses homonymes.
Dans le contexte troublé des incursions vikings, du milieu du IXe siècle à 933, l'ouest de l'actuelle Basse-Normandie passe sous domination bretonne sans que l'on sache vraiment ce qu'il advint de ce territoire. Seule certitude, plus aucun évêque n'est mentionné à Avranches au cours de cette période ; il est probable que les évêques du diocèse voisin de Dol-de-Bretagne aient purement et simplement annexé l'Avranchin. En 889, lors d'une nouvelle incursion normande, la ville est pillée.

#### Époque ducale (933-1204)
Avranches qui contrôle l'accès au Mont-Saint-Michel, important lieu de pèlerinage, devient l'une des plus importantes cités de Normandie, où les ducs passeront souvent.
Un évêque normand, nommé Norgod, apparaît dans les sources vers 990 ; il est installé par le duc de Normandie Richard Ier.
Simultanément, un comte est placé à la tête d'Avranches et de sa région. Mentionné dans quatre chartes du début du XIe siècle, Robert est en quelque sorte le premier « homme politique » connu et attesté par des actes officiels. Il porte le titre de comte et contrôle un territoire dont les contours demeurent assez flous ; seules certitudes : toutes les terres qu'il offre, usurpe ou occupe sont situées entre le littoral de la baie du Mont-Saint-Michel et le Mortainais, et tous ces actes indiquent son omniprésence politique entre 1015 et 1025.
Dans la plus ancienne de ces chartes, rédigée vers 1015, Robert donne aux moines du Mont-Saint-Michel une propriété du nom de « Thesiacum ». Comme la coutume le veut alors, le document précise que Robert concède ce bien pour le salut de son âme, celui des âmes de ses deux épouses (l'une vivante, Asceline, et l'autre décédée, Billehilde) et de ses trois fils, Guillaume, Robert et enfin Richard qui succéda à son père en devenant le deuxième comte d'Avranches. Parmi les co-souscripteurs de ce document très officiel, figure l'évêque d'Avranches Norgod mais aussi une série de témoins dont les noms fleurent bon l'époque romane : Geraldus, Radulfus, Erembertus, Gauterius, Petrus, Niellus, Drogo, Hasgerius, Griphus, Garmundus, Hutbertus, Gosfridus, Osmundus et Rainaldus.
La terre de Thesiacum est facilement localisable : il s'agit d'un petit hameau situé sur la commune de Dragey et aujourd'hui appelé Tissey ; jusqu'à la Révolution, ce village dépendait de la baronnie de Genêts tenue par les moines du Mont.
Trois comtes se succédèrent à Avranches dans la première moitié du XIe siècle : Robert, suivi de son fils Richard, lui-même remplacé par son cousin Guillaume Guerlenc.
C'est certainement dans ce contexte de cette prise en main normande des limites occidentales des anciennes frontières de la province ecclésiastique de Rouen que le donjon d'Avranches fut édifié.
Mais, visiblement, ces comtes étaient assez remuants et attirèrent sur eux les foudres de leur duc ; Richard d'Avranches fut contraint de s'exiler, à la façon scandinave, pour ses écarts et notamment pour avoir usurpé deux domaines appartenant à l'abbaye de Saint-Benoît-sur-Loire. Après la bataille de Val-ès-Dunes, en 1047, Guillaume de Normandie transfère le siège comtal d'Avranches vers Mortain. L'objectif du duc est clair : ces premiers comtes ont de fortes ambitions et pourraient être tentés de faire passer leurs propres intérêts avant ceux du duché de Normandie, alors en pleine constitution. Pour éviter que ce comté d'Avranches ne mute en principauté, Avranches est rabaissé au rang de vicomté. Guillaume Guerlenc reste cependant comte et apparaît alors dans les sources avec le titre de comte de Mortain. Cependant, peu après, vers 1050, Guerlenc tombe en disgrâce. Banni par le duc, il est aussitôt remplacé par un nouveau comte, le demi-frère de Guillaume : Robert de Mortain.
C'est alors qu'entre en scène la famille Goz. Vers 1055, Richard Goz est choisi afin de diriger la vicomté d'Avranches. Une nouvelle ère de stabilité et de coopération avec le pouvoir ducal s'ouvre. Le duc Guillaume trouve en cet homme un véritable « serviteur de la cause ducale » qui remplit à merveille son rôle de fonctionnaire du duché. Richard assura aussi, après la conquête normande de l'Angleterre à laquelle il participa, le commandement du château de Saint-James.
Richard, de pure ascendance nordique était le fils de Turstain Goz, vicomte de Hiesmois, et petit-fils de Ansfrid le Danois. Et, preuve de ses liens étroits avec la famille ducale, il épousa Emma de Conteville, demi-sœur du Conquérant. De cette union naquit Hugues (c. 1047-1101) qui prit la suite de son père à la tête de la vicomté d'Avranches.
Cet Hugues d'Avranches encore appelé Hugues le Loup, fils de Richard Goz, apparaît dans les textes en 1065 lorsqu'il fonde l'abbaye de Saint-Sever. Après la conquête de l'Angleterre, en 1066, pour avoir fourni soixante navires au duc Guillaume, il obtint du nouveau monarque le comté de Chester, l'un des plus stratégiques d'Angleterre. Ce domaine royal avait en effet la particularité de se situer au contact du pays de Galles alors agité par des révoltes. Assumant pleinement son rôle de représentant du pouvoir anglo-normand, Hugues réprima avec une grande cruauté les agissements de ses turbulents voisins.
Devenu le gardien des frontières nord-ouest du royaume, sa fortune immense le propulsa au sommet de l'aristocratie anglo-normande et lui permit de déployer à sa cour un faste hors du commun, digne d'un grand prince. Orderic Vital, moine de Saint-Evroult, n'hésita pas à dresser un portrait sans concession du comte : « soldat capable et dur », il apparaît comme un des plus sanguinaires barons normands ! Sa cruauté s'exerça non seulement sur ses ennemis, qu'il faisait mutiler ou torturer, mais aussi, parfois, sur ses paysans voire certains membres de sa famille. Orderic le dit également « plus chasseur qu'ami des moines », « adonné à la gloutonnerie et énormément gras », « père de nombreux bâtards ». En 1101, devenu impotent et voyant sa fin proche, il prit l'habit bénédictin de l'abbaye Sainte-Walburge à Chester dont il avait été le bâtisseur. Trois jours plus tard, le 27 juillet, il mourait.
Des intellectuels italiens à Avranches
Les liens entre la Normandie et l'Italie sont à la fois multiples et précoces. Au commencement du XIe siècle, si des chevaliers normands quittent la région à la recherche de nouveaux profits en Méditerranée (c'est peut-être le cas des deux fils aînés de Robert 1er comte d'Avranches), de nombreux clercs italiens arrivèrent en Normandie, dès les premières années du XIe siècle, à la suite de Guillaume de Volpiano, réformateur du monachisme normand, afin d'en assurer le renouveau spirituel et intellectuel. Vers 1027, ce furent ses disciples qui réformèrent la vie religieuse à l'abbaye du Mont-Saint-Michel : l'italien Suppo (de 1027-1048) joua un rôle capital dans la construction de l'abbatiale romane et dans le développement de la bibliothèque et du scriptorium.
Lanfranc de Pavie, clerc et juriste italien formé à Bologne, se rend à Avranches en 1039. Peut-être venu retrouver son compatriote Suppo, alors abbé du Mont-Saint-Michel, il enseigne jusqu'en 1042 à l'école épiscopale d'Avranches. Le passage de Lanfranc à Avranches marque, au sein de l'évêché, la naissance d'un foyer intellectuel nécessaire à la bonne instruction des futurs évêques et du clergé du diocèse. C'est encore Lanfranc, très proche ami du duc, qui plaida en 1049 la cause de Guillaume et Mathilde, dans le différend lié au mariage de ces derniers, face au pape Léon IX.
Peu de temps après, en 1058, Anselme de Canterbury, originaire du Piémont, séjourne lui aussi à Avranches avant de devenir l'élève de Lanfranc, devenu prieur et écolâtre à l'abbaye du Bec-Hellouin. Sous l'impulsion de ces deux hommes, devenus archevêques de Canterbury, la Normandie acquit un rayonnement intellectuel international dont Avranches fut l'un des centres.
De 1069 à 1094, Michel, un autre clerc italien, occupe le siège épiscopal d'Avranches. Présent à plusieurs reprises dans l'entourage proche de Guillaume le Conquérant, lors des événements importants du duché, Michel était réputé pour sa grande instruction. C'est d'Avranches que le duc de Normandie Guillaume le Bâtard partira, en 1064, en compagnie d'Harold pour son expédition qu'il mènera contre les Bretons.
En 1137, la place d'Avranches incapable de résister, fait sa soumission à Geoffroy Plantagenêt et son fils Henri II, opposé au roi Étienne dans la possession du duché de Normandie. Au milieu du XIIe siècle, Avranches a pour seigneur Hasculf de Subligny. En 1143, celui-ci fonde l'abbaye de La Lucerne, que consacre son frère, Richard de Subligny, évêque d'Avranches.
La pénitence d'Henri II Plantagenêt en 1172
En 1154, Henri II Plantagenêt, comte d'Anjou, duc de Normandie et d'Aquitaine, devient roi d'Angleterre. La Normandie constitue la clef de voûte d'un vaste domaine territorial qui s'étend de l'Écosse aux Pyrénées.
En 1162, afin de restaurer la monarchie, Henri II nomme en toute confiance un de ses proches, Thomas Becket, chancelier d'Angleterre et archevêque de Canterbury. Mais, deux ans plus tard, le roi tente de limiter l'autorité de l'Église et Thomas, fidèle à Rome, abandonne ses fonctions politiques et choisit l'exil. Cette dispute véhémente oppose les deux hommes pendant plusieurs années, puis, sur la promesse d'une réconciliation, Thomas rentre en Angleterre ; mais la querelle ne tarde pas à se réveiller.
Le roi Henri aurait alors incité quatre chevaliers normands à assassiner l'archevêque dans sa cathédrale de Canterbury, le 29 décembre 1170. Ce meurtre secoue l'occident chrétien et le pape Alexandre III n'a d'autre choix que d'excommunier le monarque. Afin de lever l'humiliante sanction, le souverain se soumet à plusieurs pénitences publiques ; l'une d'elles eut lieu à Avranches lors d'un concile composé des évêques et des abbés de Normandie, sous la présidence des légats du pape, tenu sans la ville le 21 mai 1172 : reçu sur le seuil de la cathédrale, le roi déchu fait amende honorable et implore le pardon du pape représenté par Albert et Thédouin, les deux légats dépêchés pour l'occasion. Lors de ce concile, treize canons furent votés dont la défense de donner aux enfants des prêtres les églises de leurs pères, qui réservaient le tiers des dîmes au profit des prêtres qui desservaient les églises, celui qui interdisaient au mari d'entrer en religion quand sa femme restait dans le monde, si tous deux n'étaient pas hors d'âge d'avoir des enfants, et celui des clercs qui acceptaient les fonctions de juges dans les tribunaux devaient être privés de leurs bénéfices…
D'un point de vue logistique, la pénitence d'Henri II à Avranches génère quelques questions : une escorte nombreuse, peut-être deux cents personnes, devait accompagner le souverain et dut se loger à proximité, établissant un campement ou occupant des demeures existantes. Situé à quelques pas seulement de la cathédrale, le vaste manoir des Subligny (aujourd'hui appelé le Grand Doyenné), tenu à l'époque par Foulque Paisnel et son épouse Lesceline, aurait pu permettre d'accueillir le roi et une partie de sa suite. Gilbert de Subligny, le frère de Lesceline, était un proche d'Henri II Plantagenêt et il est tentant de croire que celui-ci puisse avoir séjourné en ce « manoir » lors de son passage à Avranches.
Avranches ville royale
En Normandie, la fin du XIIe siècle est marqué par la volonté constante des monarques anglo-normands d'unir la Bretagne à leur vaste empire. Ce rêve est à deux doigts d'aboutir puisque Ranulf (Ranulph de Blondeville), comte de Chester, vicomte d'Avranches et de Bayeux, devient duc de Bretagne en 1188, à la suite de son mariage avec Constance de Bretagne, l'héritière du duché breton. Mais cette union est de courte durée et la Bretagne recouvre rapidement son indépendance. De son côté, Philippe Auguste, le roi de France, ne pense qu'à subtiliser la Normandie aux Plantagenêt.
En 1199, meurt Richard Cœur de Lion, le célèbre souverain du royaume anglo-normand. À la même époque, son neveu Arthur, duc de Bretagne, prête hommage à Philippe Auguste ; furieux de cette alliance, Jean sans Terre, jeune frère et successeur de Richard, emprisonne Arthur à Rouen avant de le faire assassiner en 1203. C'est alors son beau-père, Guy de Thouars, qui prend les commandes de la Bretagne.
Le roi de France, profite de cette nouvelle crise pour convaincre ses vassaux Bretons de l'aider à reconquérir la Normandie occidentale ; en 1204, à la tête de 400 chevaliers et de nombreux fantassins, le duc breton franchit le Couesnon et fait main basse sur l'Avranchin. Le retour du duché de Normandie à l'obédience française, ne se passe pas sans heurts pour Avranches : la cathédrale est saccagée par Guy de Thouars, la ville pillée et les remparts démantelés.
La vicomté d'Avranches est arrachée au comte de Chester impuissant ; comme tous les seigneurs anglo-normands refusant de reconnaître l'autorité nouvelle du roi de France, Ranulf perd toutes ses prérogatives et possessions normandes.
De 1226 à 1234, l'Angleterre refuse cette annexion forcée et tente de reprendre pied sur le sol normand en exerçant un harcèlement constant depuis les marches de Bretagne en direction des places fortes de Saint-James et Pontorson et sur Avranches en 1229. Puis, en 1232, Saint Louis obtient de la noblesse du Cotentin, et plus particulièrement la famille Paisnel d'Avranches, qu'elle se ligue contre une Bretagne orientale sous domination militaire anglaise.
En 1236, afin de verrouiller définitivement ce secteur de Normandie et surtout de se prémunir contre d'éventuelles agressions étrangères, le roi de France rachète la vicomté d'Avranches ; Saint Louis, qui séjourne à deux reprises dans la cité en 1256 et 1269, s'attache à lui redonner l'apparence d'une place forte désormais royale en la dotant de nouveaux remparts entourés de fossés.

#### La guerre de Cent Ans
En juillet 1346, dans le cadre de la guerre de Cent Ans, lors de la chevauchée d'Édouard III les faubourgs sont ravagés par les Anglais. Avec le Cotentin, la ville est cédée en 1354 par le traité de Mantes au roi de Navarre, Charles le Mauvais qui la conservera jusqu'en 1404. En 1418, la ville avec la Normandie est de nouveau la possession des Anglais jusqu'en 1450. Pendant cette période, le 8 août 1444, le roi Henri VI d'Angleterre a publié une lettre royale anoblissant Álvaro Vaz de Almada, une chevalier et noble portugais, avec le titre de 1er comte d'Avranches. En juin 1450, après la bataille de Formigny, l'armée royale de Charles VII avec le connétable Arthur de Richemont et Louis d'Estouteville sont devant Avranches aux mains des Anglais qui rendent la place le 12 juin au bout de quinze jours de siège. En 1470, Louis XI, ayant une dévotion particulière pour saint Michel, vient à Avranches.

### Temps modernes

#### Les guerres de Religion
Avranches fut dévastée par les huguenots en 1562.
À la fin du XVIe siècle, l'évêque François Péricard dirigeait la cité avec son frère Odoard qui occupait la fonction de gouverneur de la place forte. Originaires de Rouen, les frères Péricard appartiennent à la « Sainte Ligue » et font basculer Avranches dans le camp des catholiques qui refuse de reconnaître le roi Henri IV. Entre les mois de novembre 1590 et février 1591, en plein hiver, la ville est assiégée par les troupes royales. Dirigée par le duc de Montpensier, l'artillerie royale bombarde la vieille ville où la population s'est retranchée ; les dommages causés par ce harcèlement sont tels que la capitulation est inévitable. Tandis que son frère quitte la ville, François Péricard conserve ses prérogatives épiscopales et tente de réorganiser son diocèse. En 1619, la place a pour capitaine et gouverneur René de Carbonnel, lieutenant du roi en Cotentin. Dans un aveu de René de Carbonnel du 22 décembre 1684, il est précisé que celui-ci est chevalier des ordres de sa majesté, capitaine de 50 hommes d'armes de ses ordonnances, gouverneur des ville et château d'Avranches et son lieutenant au gouvernement de Basse-Normandie.

#### La révolte des Nu-pieds, 1639
La production du sel dans la baie du Mont-Saint-Michel remontait à des temps immémoriaux et les salines, petites entreprises réparties sur tout le littoral, faisaient vivre depuis des siècles une grande partie des populations du littoral de l'Avranchin : les « Nu-pieds ». Si leur activité a hélas laissé peu de traces, ces sauniers sont cependant entrés dans l'Histoire lorsqu'en 1639 ils se révoltèrent contre Richelieu.
Sous l'Ancien Régime, l'actuel territoire de la Basse-Normandie n'était pas soumis à la gabelle mais bénéficiait d'un impôt beaucoup plus léger, le quart bouillon : un quart de la production revenait au roi, qui le revendait après l'avoir taxé, les trois quarts restants étaient commercialisés à bon marché par les producteurs puisque dépourvu de taxe.
Au XVIIe siècle, la Normandie est l'une des plus riches provinces de France et la royauté, fortement endettée, soumet ce pays à de fortes et régulières contributions. À chaque nouvelle pression fiscale, des troubles se produisent en divers points de l'ancien duché. Depuis le mois de janvier 1639, on ne parle plus que d'une chose dans notre région : le quart bouillon doit être définitivement supprimé et remplacé par la gabelle. Au quotidien cette décision est lourde de conséquences : le prix du sel est multiplié par trois et sa vente intégralement contrôlée par les greniers à sel royaux.
Toutes les catégories sociales de la population confondues, paysans, laboureurs, sauniers, clercs et nobles, s'agitent un peu plus avant de se soulever avec force au mois de juillet ; le 16 de ce mois, Charles Le Poupinel, officier de justice du roi, est assassiné à Avranches car on pense qu'il porte sur lui l'édit de la gabelle. Des barricades s'élèvent dans les faubourgs de la ville. Les Nu-pieds tiennent le pays, conduits par Jean Quétil, membre de la petite noblesse de l'Avranchin.
Rapidement la jacquerie avranchaise prend de l'ampleur et se propage à l'ensemble du territoire bas-normand concerné : Coutances, Saint-Lô, Mortain, Domfront s'enflamment à leur tour. Mais, la répression est impitoyable. L'armée royale envoyée par Richelieu et les troupes en garnison à Avranches, lâchées par le gouverneur Gassion, prennent en tenaille puis massacrent la population.
Les meneurs de la révolte sont pendus ou condamnés aux galères. Une centaine d'Avranchinais, sympathisants de la cause, sont bannis. Cependant, les nu-pieds ne sont pas morts pour rien. La monarchie renonce à son projet d'extension de la gabelle en Basse-Normandie et maintient le privilège du quart bouillon, qui restera en vigueur jusqu'en 1789.
Au XVIIIe siècle, la construction du presbytère, dont l'essentiel des frais de construction impute depuis le règne de Louis XV à la paroisse et non plus au curé ou au décimateur, occasionna une dépense importante et le mécontentement des villageois.

### Révolution française et Empire
En 1790, c'est dans l'église des Capucins d'Avranches que se tint l'assemblée primaire.

#### La guerre de Vendée
Pendant la virée de Galerne, la ville est prise presque sans combat par les Vendéens le 13 novembre 1793. La ville est abandonnée cinq jours plus tard à la suite de l'échec du siège de Granville et reprise par les Républicains le 21. Ces derniers capturent plus de 800 traînards vendéens, la plupart malades ou blessés, qui sont fusillés au champ de Lansoudière et au plateau de Changeons sur l'ordre du représentant en mission Laplanche.

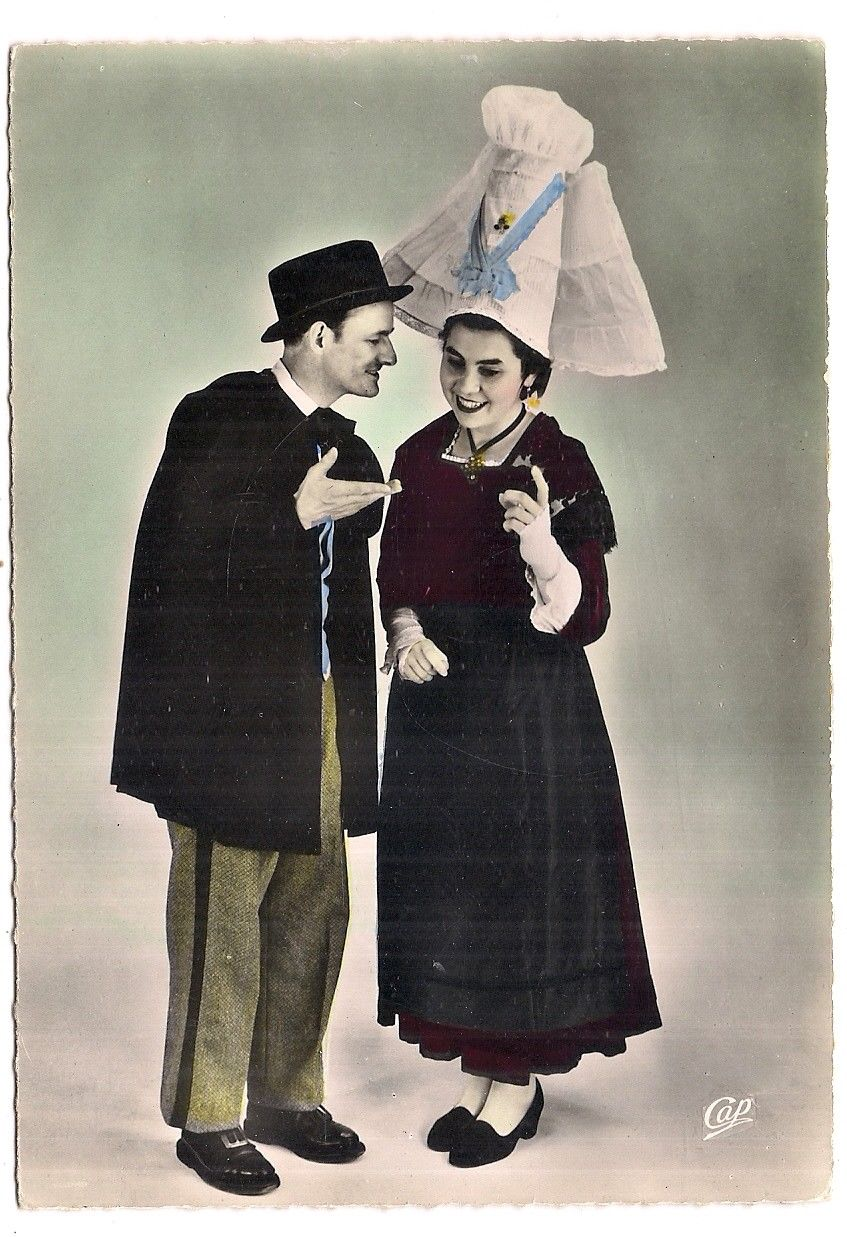
Costumes typiques d'Avranches et de ses environs.

### Époque contemporaine

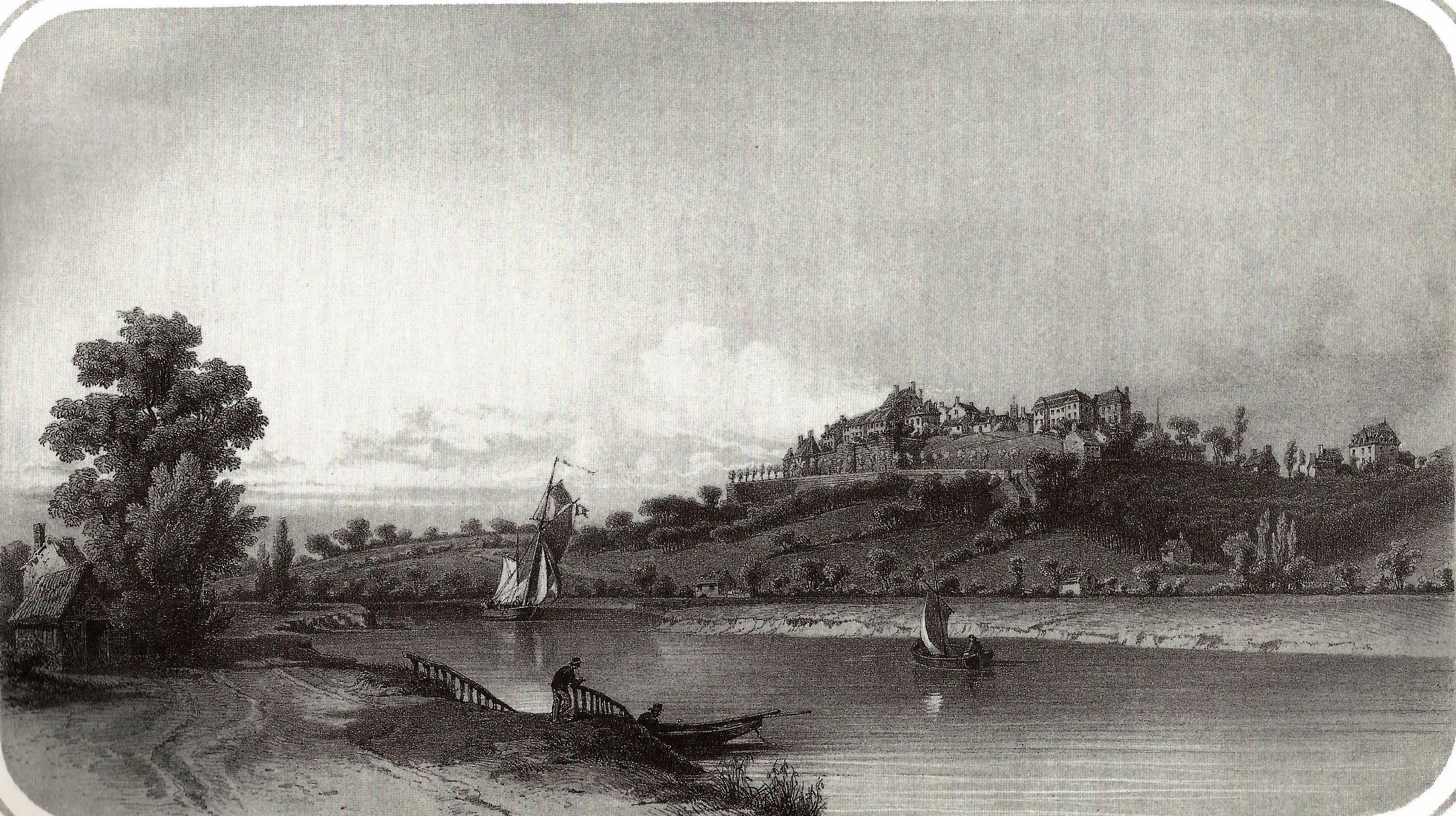
Vue d'Avranches, gravure de Thomas Drake, 1856.

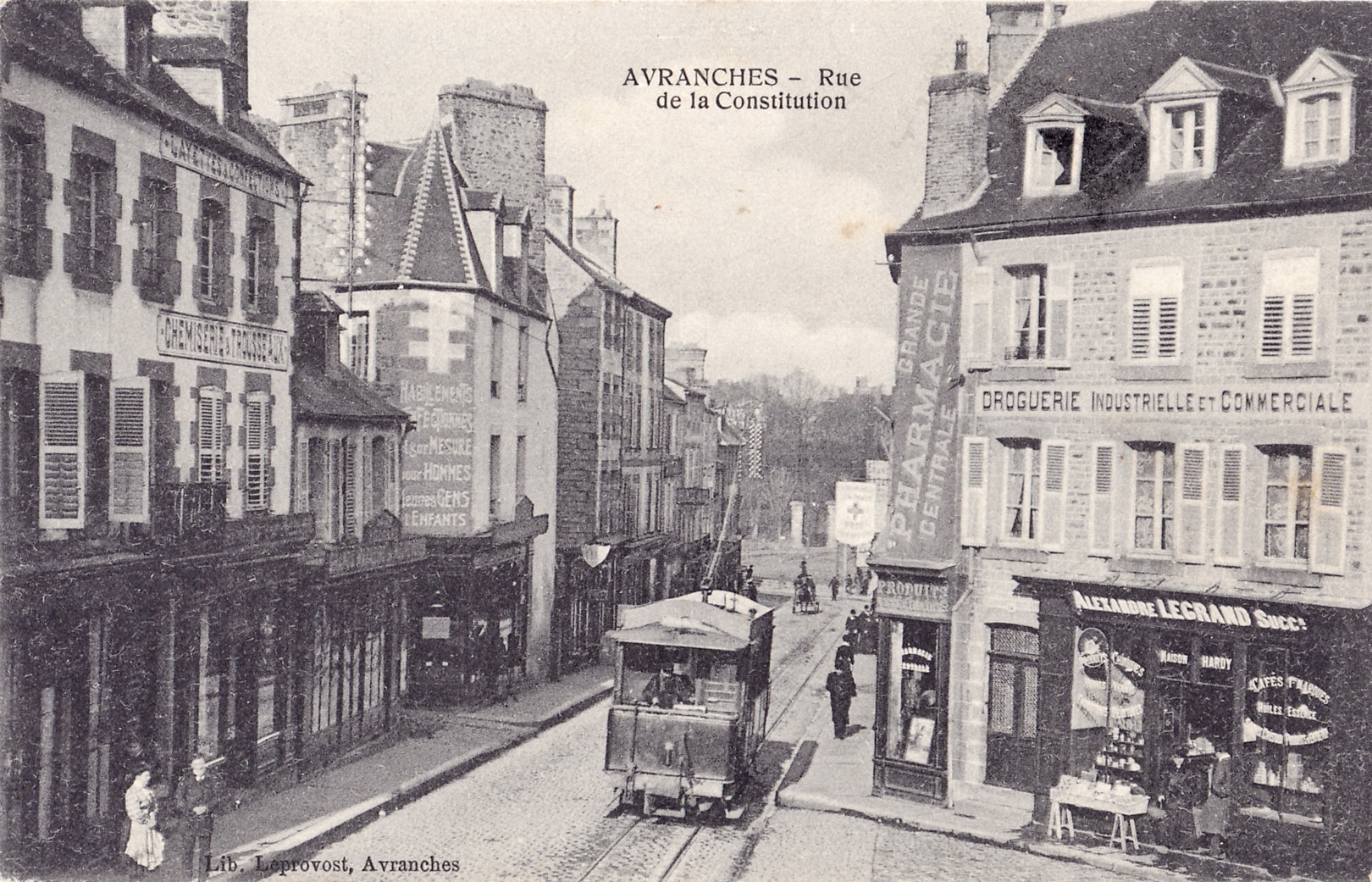
Le tramway d'Avranches, dans la rue de la Constitution.

La ville se dota d'une ligne de tramway électrique, exploitée par Société des chemins de fer de la Manche, qui la reliait à sa gare. Cette ligne eut un tel déficit qu'elle ne fonctionna que de 1907 à 1915.
La ligne d'Avranches à Saint-James, une autre ligne de chemin de fer secondaire à voie métrique exploitée par la compagnie des tramways normands, fonctionna de 1901 à 1933.

#### Seconde Guerre mondiale
Dès le lendemain du débarquement allié du 6 juin 1944, sur les côtes de la Manche et du Calvados, Avranches connaît le sort de dizaines de villes normandes. De violents bombardements, ayant pour but de couper la route aux renforts allemands, plongent la ville dans le chaos. Des tracts alliés ont été lâchés au-dessus de la région d'Avranches quelques jours avant le 6 juin, invitant les habitants « à s'éloigner pendant quelques jours » et à « se disperser dans la campagne, autant que possible », mais sans véritablement convaincre la population.
Le mercredi 7 juin, vers 14 h 30, une escadrille de six bombardiers alliés déverse sur Avranches son funeste chargement ; dans l'espace d'une heure trois vagues anéantissent plusieurs secteurs de la ville : la gare, la rue Louis Millet, la rue d'Orléans, la vieille ville, la rue des Fontaines Couvertes et d'autres encore sont frappées de plein fouet. Des incendies ravagent la ville en divers points et les pompiers, mal équipés, sont impuissants face à l'ampleur des destructions ; les bombes ont éventré les conduites d'eau et très vite les pompes sont hors service. Malgré les renforts des pompiers de Ducey et Sartilly, arrivés vers 22 h, qui parviennent à acheminer l'eau de la citerne des Halles jusqu'à la place Littré, les flammes se propagent d'immeuble en immeuble, inexorablement. Dans la soirée, les toitures de l'église Notre-Dame-des-Champs sont atteintes par l'incendie des maisons de la rue du Jardin des plantes.
Immédiatement après les ravages des premières bombes, les secours sont organisés pour tenter de soigner les blessés. Mais déjà, en fin de journée, on comptait plus de 80 victimes civiles. De nouveaux bombardements se produisent les jours suivants augmentant encore un bilan qui ne cessera de s'alourdir jusqu'à la libération d'Avranches à la fin du mois de juillet. Le 31 juillet 1944, la percée d'Avranches dans le front allemand par la première armée américaine, permettra le lendemain à Eisenhower de lancer la troisième armée de Patton en direction de la Bretagne et du Bassin parisien.

#### Après-guerre

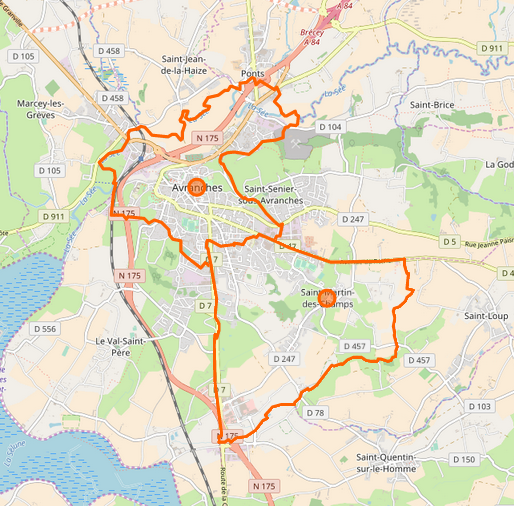
Commune nouvelle.

Le ministère de la Reconstruction et de l'Urbanisme nomme Louis Longuet de Paris architecte en chef chargé de la reconstruction d'Avranches et Saint-Hilaire-du-Harcouët. La reconstruction commence en avril 1946 par le grand immeuble du presbytère.
Le 31 juillet 1954, on inaugure le monument de la place Patton. En 2006, le Scriptorial, musée des manuscrits du Mont Saint-Michel est inauguré.

#### XXIesiècle
En 2018, les communes d'Avranches et de Saint-Martin-des-Champs projettent de créer en 2019 une commune nouvelle baptisée Avranches. Cette réflexion était engagée depuis 2016 avec dans le périmètre initial d'étude la commune voisine de Saint-Loup. L'arrêté préfectoral fixant les conditions a été publié le 19 octobre 2018. Une commune déléguée est créée à Saint-Martin-des-Champs mais pas à Avranches.
| Nom                     | Code Insee | Intercommunalité               | Superficie (km2) | Population (dernière pop. légale) | Densité (hab./km2) |
| ----------------------- | ---------- | ------------------------------ | ---------------- | --------------------------------- | ------------------ |
| Avranches (siège)       | 50025      | CA Mont-Saint-Michel-Normandie | 10,99            | 7 813 (2014)                      | 711                |
| Saint-Martin-des-Champs | 50516      | CA Mont-Saint-Michel-Normandie | 6,49             | 2 493 (2022)                      | 384                |

### Liste des maires

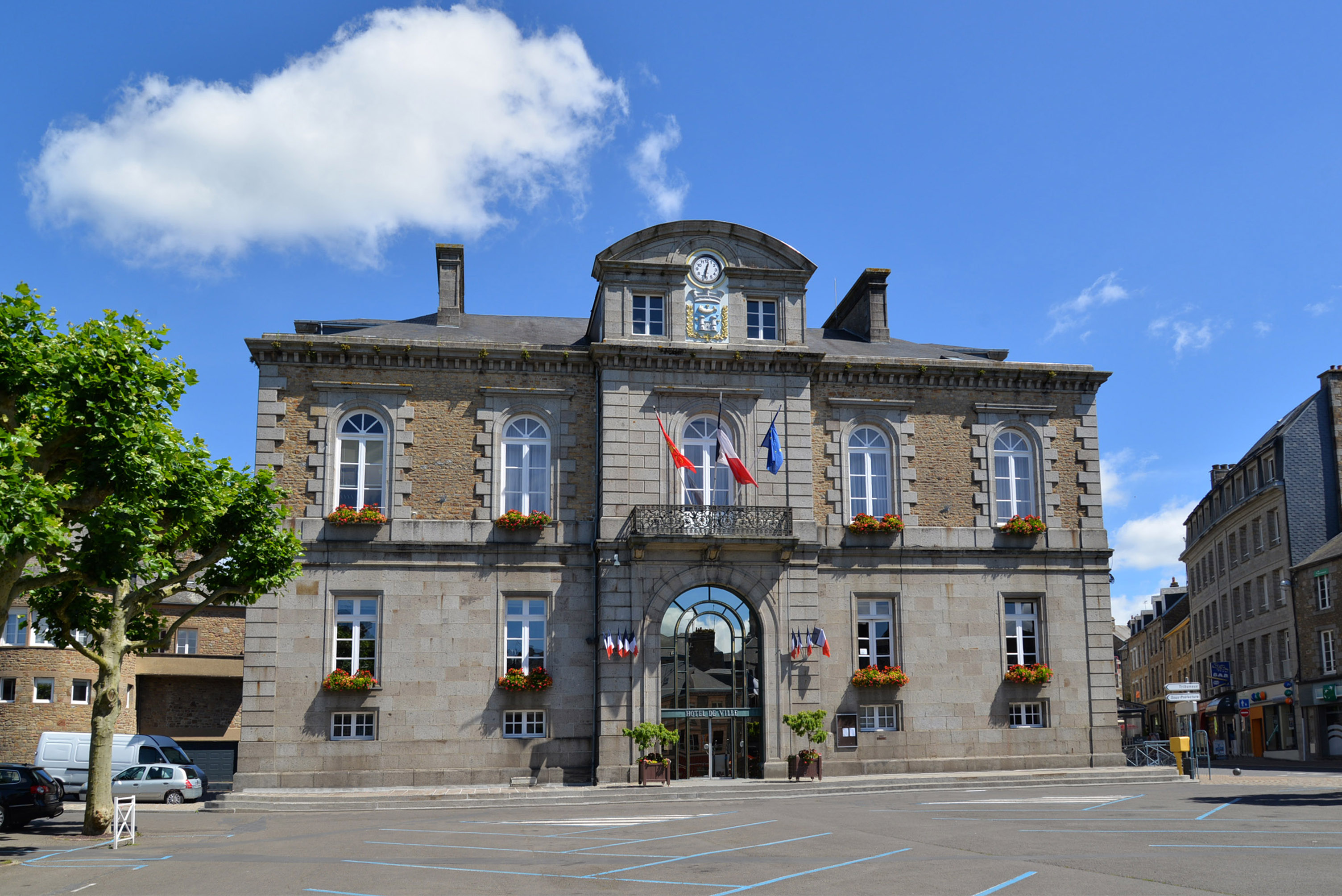
L'hôtel de ville.

## Politique et administration

### Tendances politiques et résultats

#### Résultats de l'élection présidentielle de 2012 à Avranches
| Candidat       | Candidat                    | Premier tour | Premier tour | Second tour | Second tour |
| Candidat       | Candidat                    | Voix         | %            | Voix        | %           |
| -------------- | --------------------------- | ------------ | ------------ | ----------- | ----------- |
|                | Eva Joly (EÉLV)             | 103          | 2,44         |             |             |
|                | Marine Le Pen (FN)          | 502          | 11,89        |             |             |
|                | Nicolas Sarkozy (UMP)       | 1333         | 31,57        | 2063        | 50,30       |
|                | Jean-Luc Mélenchon (FG)     | 413          | 9,78         |             |             |
|                | Philippe Poutou (NPA)       | 62           | 1,47         |             |             |
|                | Nathalie Arthaud (LO)       | 27           | 0,64         |             |             |
|                | Jacques Cheminade (SP)      | 11           | 0,26         |             |             |
|                | François Bayrou (MoDem)     | 499          | 11,82        |             |             |
|                | Nicolas Dupont-Aignan (DLR) | 99           | 2,34         |             |             |
|                | François Hollande (PS)      | 1173         | 27,78        | 2038        | 49,7        |
|                |                             |              |              |             |             |
| Inscrits       | Inscrits                    | 5582         | 100,00       | 5578        | 100,00      |
| Abstentions    | Abstentions                 | 1263         | 22,63        | 1260        | 22,59       |
| Votants        | Votants                     | 4319         | 77,37        | 4318        | 77,41       |
| Blancs et nuls | Blancs et nuls              | 97           | 2,25         | 217         | 5,03        |
| Exprimés       | Exprimés                    | 4222         | 75,64        | 4101        | 73,52       |

### Jumelages
En 2020, Avranches est jumelée avec :
- Korbach (Allemagne) depuis le 29 mai 1963[65],
- Saint-Hélier (Jersey) depuis 1988[65],
- Crediton (Royaume-Uni) depuis le 17 avril 1993[65].
- Saint-Gaudens (France) depuis 2007[65].

Avranches a signé en outre deux pactes d'amitié :
- Chester (Royaume uni) depuis le 15 septembre 2018 ;
- Riolo Terme (Italie) depuis 2017.

Enfin, Avranches entretient une relation privilégiée avec Bandiagara (Mali) grâce à l'association Tapama.

## Équipements et services publics

### Parcs et espaces verts

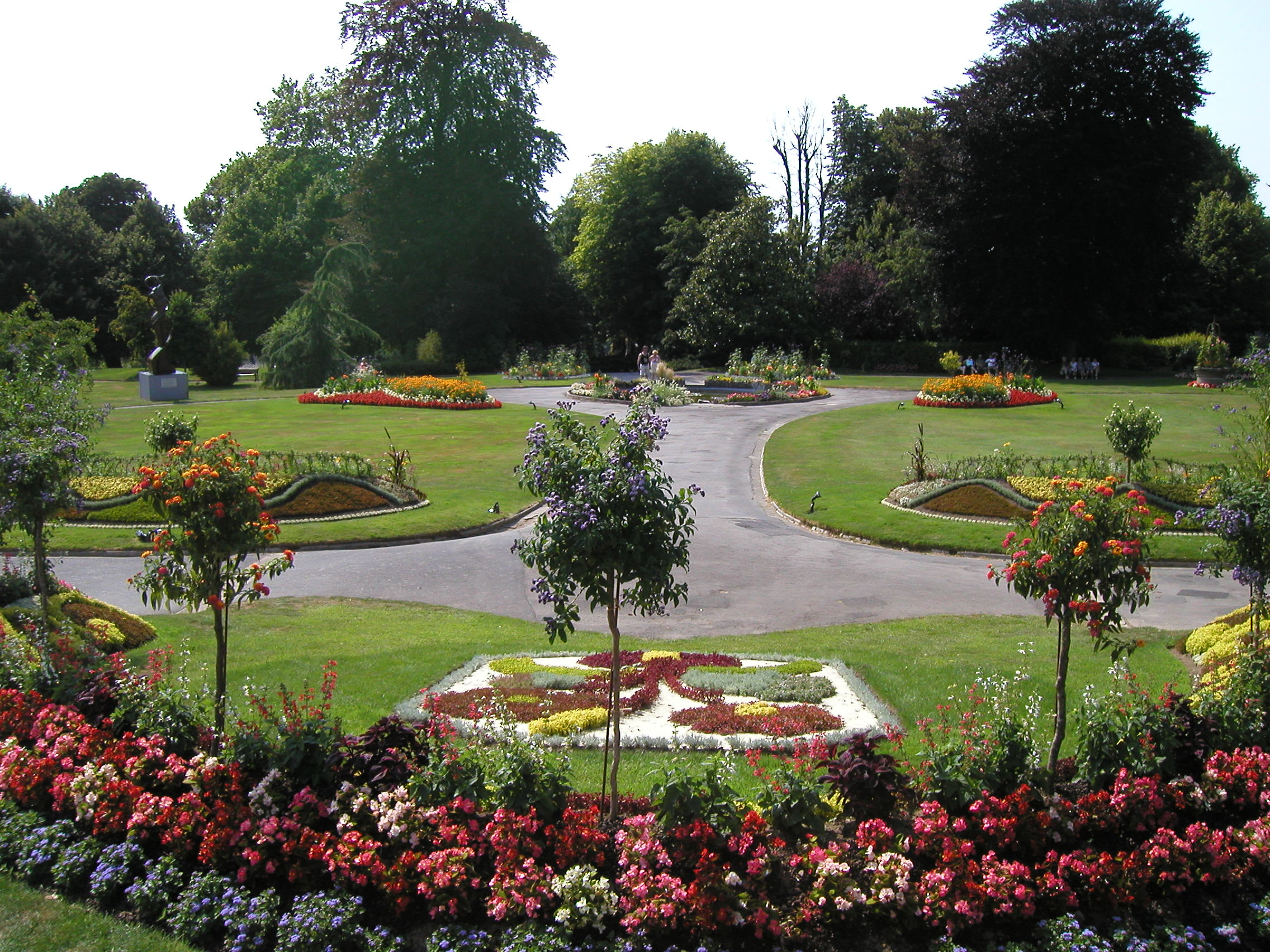
Le jardin des plantes.

La commune est une ville fleurie ayant obtenu trois fleurs au concours des villes et villages fleuris.
Sur une colline à l'ouest de la ville, le jardin des plantes, composé d'essences rares, s'est développé à partir de celui d'un ancien couvent de Capucins. Autour d'une table d'orientation, il offre un large panorama sur le cours de la Sée et la baie du Mont-Saint-Michel, et au loin la côte bretonne. Cette vue sur la baie est décrite par Guy de Maupassant dans sa nouvelle Le Horla et André Gide parle du jardin des plantes dans son ouvrage Les Nourritures terrestres. Site classé depuis le 22 mai 1944, il abrite l'ancien puits de l'abbaye de Moutons, inscrit aux monuments historiques le 24 octobre 1935 et le portail roman de la chapelle Saint-Georges de Bouillé, inscrit le 14 mai 1937.
Le jardin de l'Évêché est site inscrit par arrêté du 22 mai 1944.

### Musées
- Le Scriptorial, ouvert en août 2006 : musée des manuscrits du Mont-Saint-Michel. Plus de 200 volumes médiévaux, dont des traductions d'ouvrages de l'Antiquité, d'Aristote, Boèce, Cicéron, Platon…
- Musée d'art et d'histoire d'Avranches (musée de France).

## Population et société

### Démographie

#### Évolution démographique
L'évolution du nombre d'habitants est connue à travers les recensements de la population effectués dans la commune depuis 1793. Pour les communes de plus de 10 000 habitants les recensements ont lieu chaque année à la suite d'une enquête par sondage auprès d'un échantillon d'adresses représentant 8 % de leurs logements, contrairement aux autres communes qui ont un recensement réel tous les cinq ans,.

En 2022, la commune comptait 10 225 habitants, en évolution de +1,56 % par rapport à 2016 (Manche : −0,31 %, France hors Mayotte : +2,11 %).
| 1793  | 1800  | 1806  | 1821  | 1831  | 1836  | 1841  | 1846  | 1851  |
| ----- | ----- | ----- | ----- | ----- | ----- | ----- | ----- | ----- |
| 5 880 | 5 413 | 6 144 | 6 431 | 7 269 | 7 690 | 8 256 | 7 965 | 8 932 |

| 1856  | 1861  | 1866  | 1872  | 1876  | 1881  | 1886  | 1891  | 1896  |
| ----- | ----- | ----- | ----- | ----- | ----- | ----- | ----- | ----- |
| 8 702 | 8 592 | 8 642 | 8 137 | 8 157 | 8 057 | 8 000 | 7 785 | 7 845 |

| 1901  | 1906  | 1911  | 1921  | 1926  | 1931  | 1936  | 1946  | 1954  |
| ----- | ----- | ----- | ----- | ----- | ----- | ----- | ----- | ----- |
| 7 384 | 7 360 | 7 174 | 6 597 | 6 803 | 6 881 | 7 130 | 7 554 | 8 004 |

| 1962  | 1968  | 1975   | 1982  | 1990  | 1999  | 2006  | 2011  | 2016   |
| ----- | ----- | ------ | ----- | ----- | ----- | ----- | ----- | ------ |
| 8 854 | 9 775 | 10 136 | 9 468 | 8 638 | 8 500 | 8 239 | 7 950 | 10 068 |

| 2021   | 2022   | - | - | - | - | - | - | - |
| ------ | ------ | - | - | - | - | - | - | - |
| 10 240 | 10 225 | - | - | - | - | - | - | - |

#### Pyramide des âges
En 2018, le taux de personnes d'un âge inférieur à 30 ans s'élève à 31,4 %, soit au-dessus de la moyenne départementale (31,2 %). À l'inverse, le taux de personnes d'âge supérieur à 60 ans est de 33,8 % la même année, alors qu'il est de 31,6 % au niveau départemental.
En 2018, la commune comptait 4 734 hommes pour 5 512 femmes, soit un taux de 53,8 % de femmes, largement supérieur au taux départemental (51,21 %).
Les pyramides des âges de la commune et du département s'établissent comme suit.
| Hommes | Classe d’âge | Femmes |
| ------ | ------------ | ------ |
| 1,1    | 90 ou +      | 3,6    |
| 9,6    | 75-89 ans    | 15,5   |
| 17,3   | 60-74 ans    | 19,5   |
| 20,5   | 45-59 ans    | 19,9   |
| 16,2   | 30-44 ans    | 13,6   |
| 19,8   | 15-29 ans    | 15,3   |
| 15,5   | 0-14 ans     | 12,6   |

| Hommes | Classe d’âge | Femmes |
| ------ | ------------ | ------ |
| 1      | 90 ou +      | 2,6    |
| 8,8    | 75-89 ans    | 12,1   |
| 20,3   | 60-74 ans    | 20,8   |
| 20,7   | 45-59 ans    | 19,8   |
| 17     | 30-44 ans    | 15,9   |
| 15,5   | 15-29 ans    | 13,4   |
| 16,7   | 0-14 ans     | 15,4   |

### Enseignement
Avranches est située dans l'académie de Caen.

#### Établissements scolaires
La ville administre deux écoles maternelles et deux écoles élémentaires communales.
Avranches dispose également de trois collèges et de deux lycées : 
- le collège Challemel-Lacour (public) ;
- le collège La Chaussonière (public) ;
- le collège et lycée général, technologique et professionnel Notre-Dame-de-la-Providence (privé) ;
- le lycée général et technologique Émile-Littré (public).

### Manifestations culturelles et festivités
- Festival de musiques actuelles La Nuit des Abrincat's organisé en septembre[73] par l'association Arcadie.
- Festival Rencontre des cultures organisé en début d'été par l'association Abrincates Gospel Live[74].

### Sports
- Cyclisme : le Vélo Club avranchinais (VCA). Avranches a été trois fois ville-étape du Tour de France comme arrivée en 1993 et 2002; et comme ville départ d'une course contre la montre pour ville d'arrivée le Mont Saint-Michel, le 10 juillet 2013.
- Handball : le Patronage laïque d'Avranches (PLA) présente trois équipes seniors masculines et deux féminines dont une en Prénationale[75].
- Football : l'US Avranches s'est illustrée en atteignant les 32e de finale de la Coupe de France lors de la saison 1990-1991, les 16e de finale en 2014-2015 en battant le FC Lorient 1 à 0 au tour précédent puis les quarts de finale en 2016-2017 en s'inclinant face au PSG. Le club évolue en National depuis 2014.
- Canoë-kayak : Canoë-club d'Avranches.
- Volley-ball des Grèves : le club de volley d'Avranches.
- Saint-Michel d'Avranches Basket.
- Le rugby club Saint-Martin-Avranches.
- CNA, cercle des nageurs d'Avranches.
- L'Athlétic Club Avranches qui chaque année au printemps organise les 10 km d'Avranches[76].
- En outre, des courses de chevaux sont organisées à l'hippodrome d'Avranches.

### Vie associative

#### La Société d'archéologie d'Avranches, Mortain et Granville
Depuis plus de 170 ans, la Société d'archéologie d'Avranches œuvre pour la connaissance et la sauvegarde de ce que l'on appelle aujourd'hui « patrimoine » et que l'on nommait jadis « Antiquités ». Toujours active en 2009, cette association possède une histoire riche au cours de laquelle se sont illustrés de véritables figures locales.
La Société d'archéologie, littérature, sciences et arts d'Avranches et Mortain fut fondée le 16 juillet 1835 avant d'être autorisée le 9 avril 1836. Ses principaux membres fondateurs, émules du caennais Arcisse de Caumont, père de l'archéologie française, avaient pour noms Gustave de Clinchamp, Hippolyte Sauvage, Fulgence Girard ou encore Jacques-François Boudent Godelinière. Motivés par une curiosité sans limites, ces hommes rassemblèrent avec obstination les sources historiques qui aujourd'hui encore constituent un socle d'érudition incontournable pour les deux arrondissements de Mortain et Avranches. Grâce aux mémoires de la Société, dont le premier tome parut en 1842, ces érudits publièrent le résultat de leurs prospections archéologiques ou recherches documentaires. De nombreuses monographies cantonales et communales virent le jour ; des éléments significatifs du patrimoine historique et culturel de la région furent sauvés grâce à une présence assidue sur le terrain : de multiples excursions ou conférences permirent peu à peu de lever le voile sur de nombreux monuments sombrés dans l'oubli et menacés de disparaître faute d'être connus.
Édouard Le Héricher, né à Valognes en 1812 et figure emblématique de l'érudition locale, anima la Société dès les années 1840, d'abord comme secrétaire puis en tant que président, jusqu'à son décès en 1890. Homme charismatique, Le Héricher su attirer à lui élus, magistrats, notaires, négociants, commerçants, rentiers, fonctionnaires, professeurs, médecins, ecclésiastiques, ingénieurs ou encore artisans ; cette grande diversité témoigne d'un bel esprit d'ouverture qui impliquait nécessairement un détachement de chacun vis-à-vis des questions politiques et religieuses. Sous sa présidence, la Société compta près de 180 membres répartis dans l'Avranchin et le Mortainais, mais également plus de 160 correspondants résidant souvent à l'étranger. Pour se convaincre de son succès il suffit de parcourir la presse locale de ces années et de constater à quel point les activités de la Société d'Archéologie rythmaient la vie d'Avranches et de sa région.
Véritable « passeur de savoirs », il initia également plusieurs générations de collégiens dans ses fonctions de professeur de « Rhétorique » et publia de nombreux essais dans des domaines aussi variés que l'histoire, l'archéologie, la philologie, et la botanique ; de tous ses ouvrages l'Avranchin Monumental et Historique est incontestablement le plus fameux.
Dans les années 1980, la bibliothèque municipale, devenue intercommunale depuis peu, fut baptisée de son nom.

## Économie

### Revenus de la population et fiscalité
En 2008, le revenu fiscal médian par ménage était de 16 464 €, ce qui plaçait Avranches au 19 884e rang parmi les 31 604 communes de plus de 50 ménages en métropole.

### Entreprises et commerces
Avranches profite dans une large mesure du tourisme, par sa situation géographique privilégiée — entre autres, sa proximité d'avec le mont Saint-Michel — et grâce aux traces laissées par un riche passé. Elle profite également de l'attraction sur son arrière-pays (commerce, démarches administratives, éducation, médecins et service hospitalier).
D'après l'INSEE, Les Avranchinais et Avranchinaises connaissent en 2013 un taux de chômage de 13,1 % au sens du recensement, chiffre inférieur à la moyenne nationale (13,6 %).
Un site de production de la biscuiterie Saint-Michel est implanté dans la commune.

## Culture locale et patrimoine

### Lieux et monuments

#### Édifices civils

##### Donjon

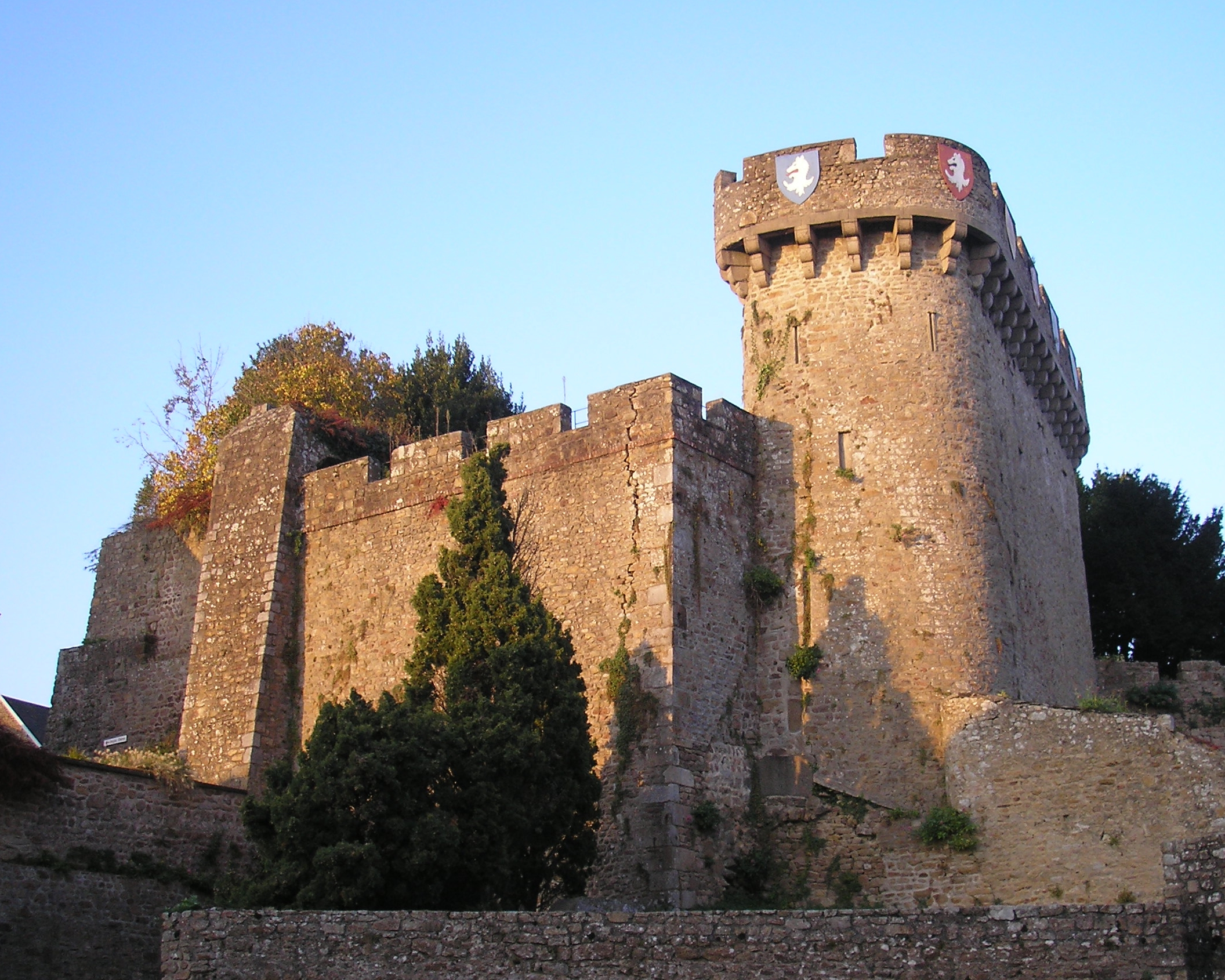
Tour du Promenoir, courtine et trace du donjon.

Le donjon d'Avranches probablement construit au commencement du XIe siècle lors de l'installation d'un premier comte : Robert d'Avranches, fils illégitime du duc Richard Ier de Normandie. Élevé sur les substructions d'un castellum romain, il n'avait pas de fonction résidentielle vu ses dimensions peu considérables (relevées par le chanoine Pigeon vers 1880-1890). Le donjon a été traversé en 1848 par une rue nouvelle prolongeant la rue d'Office (aujourd'hui rue de la Belle-Andrine), ce qui subsistait du donjon s'est effondré en 1883. Une courtine, située entre le donjon roman disparu et la tour dite du Promenoir, et ornée de créneaux au début du XXe siècle, est souvent présentée à tort comme l'ancien donjon.

##### Enceinte urbaine
L'enceinte urbaine, renforcée par une braie, également soutenue de quelques tours circulaires, et un fossé, a été élevée, dès la retraite des Anglais et des Bretons, aux XIIIe et XIVe siècles enserrant la ville médiévale autour de la cathédrale Saint-André par l'évêque d'Avranches, Guillaume Burel ; double enceinte avec douves et fossés. On peut encore en suivre son tracé : place d'Estouteville, boulevard des Abrincates, jardin de l'évêché. Les deux entrées de la ville ont disparu : au sud-est la porte Baudange, place Littré à l'emplacement de l'hôtel de ville (il est possible de la deviner grâce à une maison qui reprend l'arrondi de l'ancienne tour), et qui fut renforcé par une barbacane et un boulevard, et la porte de Ponts, située au nord-est, dont les tours s'appelaient « La Tourelle » et la « Barbacane », et dont l'emplacement est marqué au sol depuis 2007, au carrefour de la place d'Estouteville avec la rue de Geôle et la rue de Lille ; une tour subsistante fut détruite en 1944. Sur le flanc droit de la cathédrale, l'extrémité ouest était fermée d'une poterne.
La ville a toutefois conservé une partie de ses remparts le long du boulevard des Abrincates, avec des vestiges de tours et de mâchicoulis. Dans le mur d'enceinte le long de la place d'Estouteville on peut voir la tour du Promenoir dont le couronnement a été refait au début du XXe siècle et la tour de Geôle vers l'est. Il subsiste également la tour de l'arsenal, dite de Saint-Louis, protégée au titre des monuments historiques, rue de la Belle Andrine, au revers de la mairie, construite afin de renforcer les défenses du château.
Avranches médiéval
La ville close enserrait les principaux monuments de la cité dont : la cathédrale, le palais épiscopal et le château.
Dans le sens des aiguilles d'une montre en partant de la porte de Ponts on trouvait les éléments de fortifications suivant : la tour de Geôle, du Promenoir, de l'Arsenal, la barbacane, le boulevard, la poterne, la porte Baudange et les murs de la première et de la seconde enceinte.
Au no 32 de la rue M. Chevet on peut voir une maison en encorbellement, vestige du passé médiéval de la cité.

##### Grand Doyenné

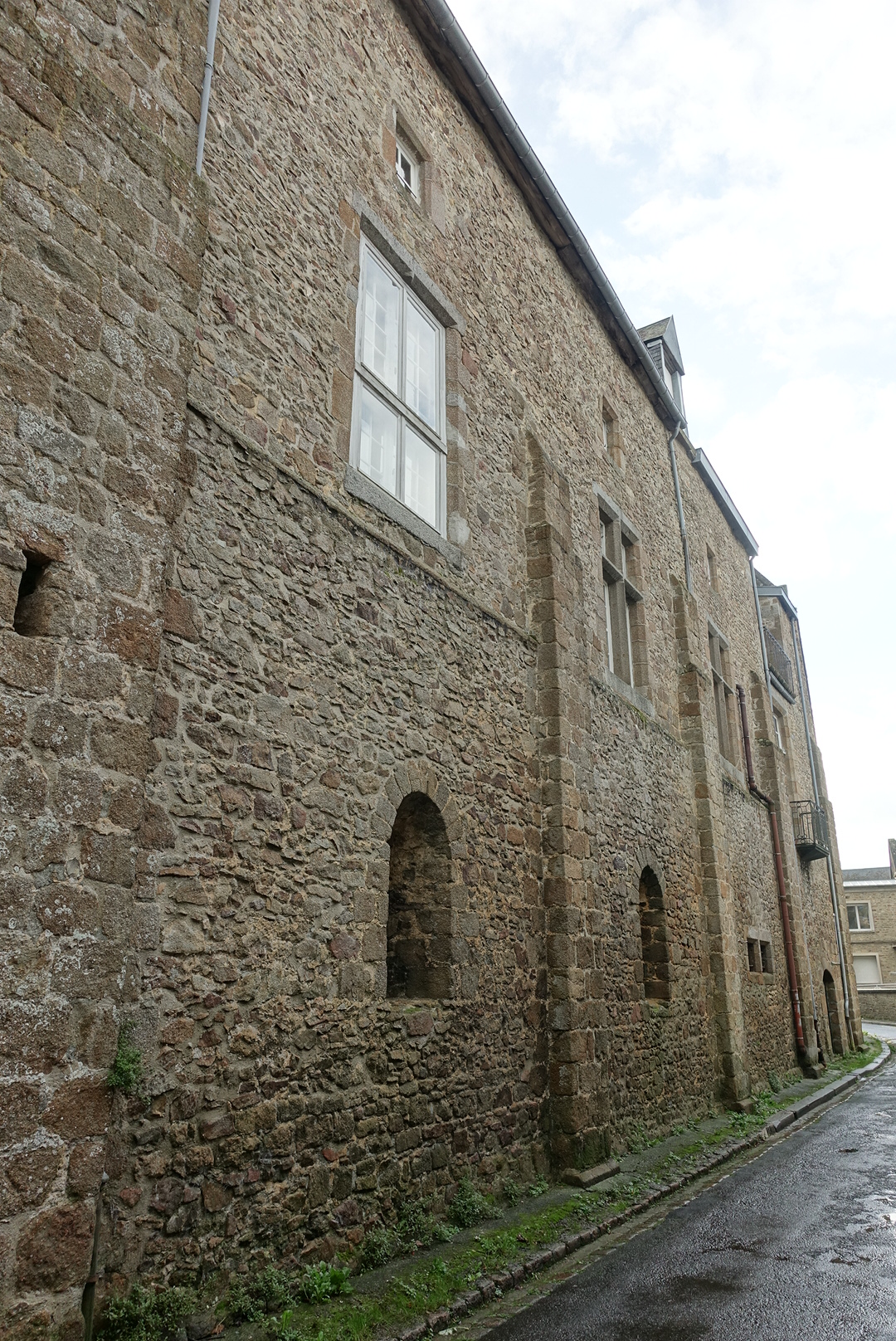
Grand Doyenné d'Avranches.

Le Grand Doyenné d'Avranches (XIIe, XVe et XVIIIe siècles), classé monument historique depuis le 19 octobre 2007.
À l'origine, au milieu du XIIe siècle lors de son édification, ce monument appartenait à la famille de Subligny ; il est clairement désigné par le terme manoir dans les sources. Vers 1170, par mariage de Lesceline de Subligny à Foulques Paisnel cette résidence seigneuriale tombe entre les mains de la famille Paisnel qui la conserve jusqu'en 1273. À cette date, l'évêque Raoul de Thiéville acquiert la résidence des Paisnel pour y loger son doyen. En fait, la grande salle seigneuriale devient probablement salle capitulaire tandis qu'un nouvel édifice est plaqué contre le pignon oriental. Ce nouveau bâtiment appelé « petit doyenné » (disparu peu avant la Révolution) constitua alors la véritable résidence des doyens du chapitre de la cathédrale d'Avranches.

##### Autres monuments
- Monument Patton et de la 3e Armée américaine, sur une butte de terre ramenée de plusieurs états américains.
- Monument en mémoire de la percée d'Avranches.
- Vieille maison à pans de bois du XVe siècle.
- Collège datant de 1780.
- Manoir de Malloué du XVIIe siècle.
- Manoir de Beaurepaire du XVIe siècle.
- Château de Changeons du XIXe siècle.
- Statue du général Valhubert du XIXe siècle[44],[Note 11]

#### Édifices religieux

##### Cathédrale Saint-André

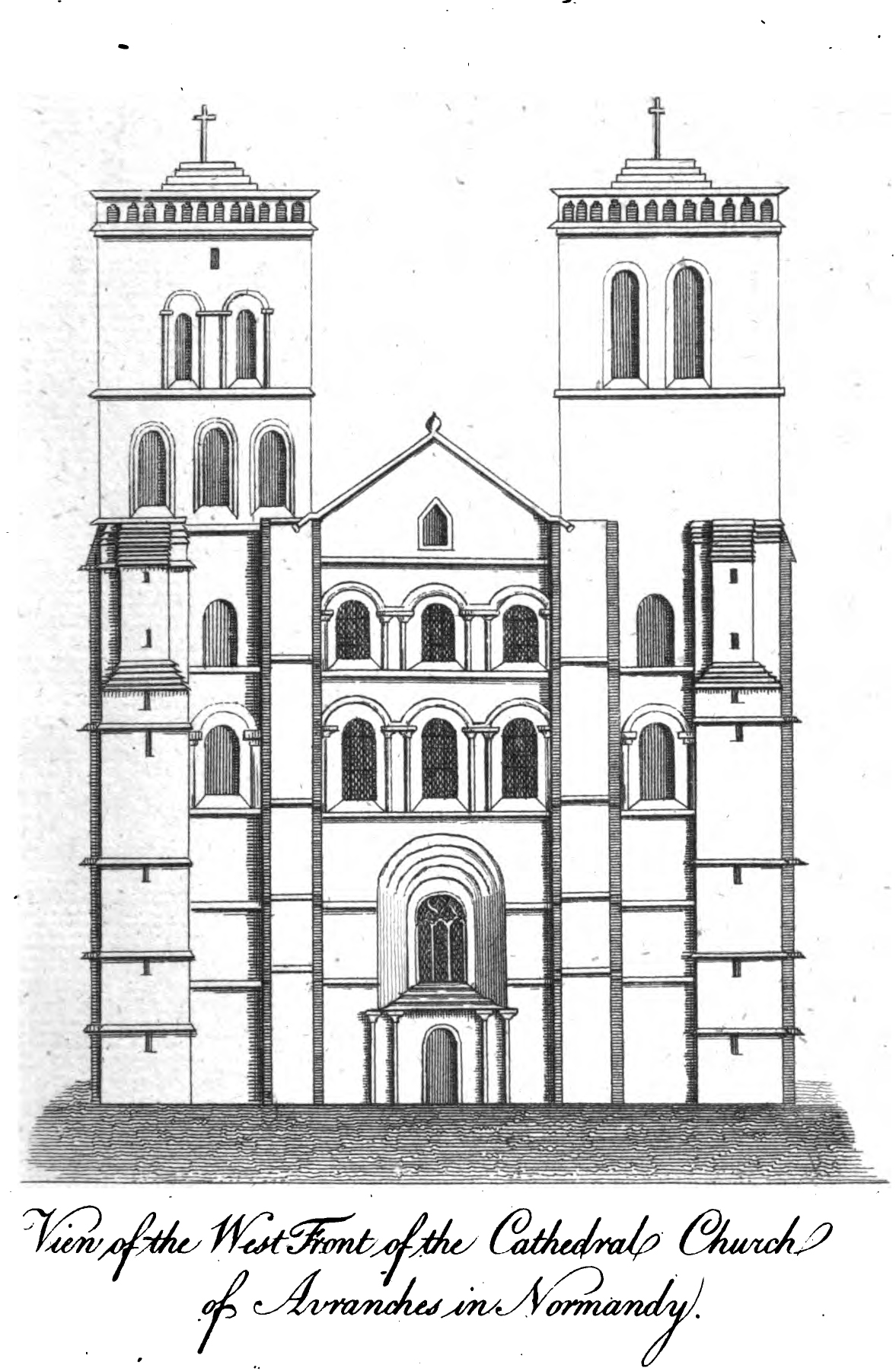
Dessin de la façade occidentale de la cathédrale d'Avranches, réalisé avant sa destruction.

La cathédrale Saint-André d'Avranches de style roman apparaît pour la première fois dans les textes en 1025, au moment de sa reconstruction. Celle-ci s'échelonna sur près d'un siècle ; peut-être même y eut-il deux campagnes de construction. Elle fut consacrée le 17 septembre 1121.
La principale faiblesse de la cathédrale résidait dans sa situation : exposée en première ligne, elle fut la cible de toutes les attaques et, à diverses reprises, dut être consolidée.
En 1798, à la Révolution, la cathédrale fut réduite à une simple église paroissiale. Le 9 avril 1794, la voûte de la croisée s'écroula. Par souci de sécurité, le conseil municipal ordonna d'abattre les derniers murs de la nef et de la tour horloge en 1802. Les deux tours romanes de la façade furent maintenues jusqu'en 1812.
Sur le site de l'ancienne cathédrale Saint-André a été aménagé le square Thomas-Becket, à l'entrée duquel se trouve une dalle située à l'emplacement du portail nord de la cathédrale où Henri II Plantagenêt vint faire pénitence dans l'espoir d'expier le meurtre de Thomas Becket. Aucun vestige de la cathédrale Saint-André ne subsiste in situ. La cathédrale de Canterbury dans le Kent en Angleterre fut bâtie selon les mêmes plans que Saint-André d'Avranches[réf. nécessaire].

##### Église Notre-Dame-des-Champs

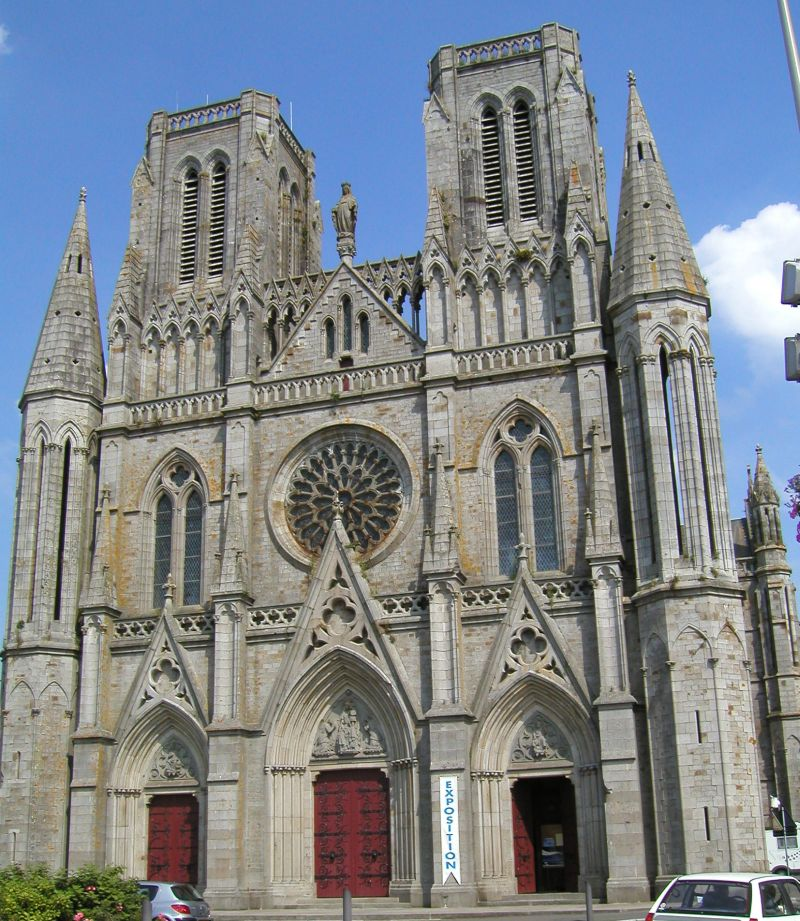
Notre-Dame-des-Champs.

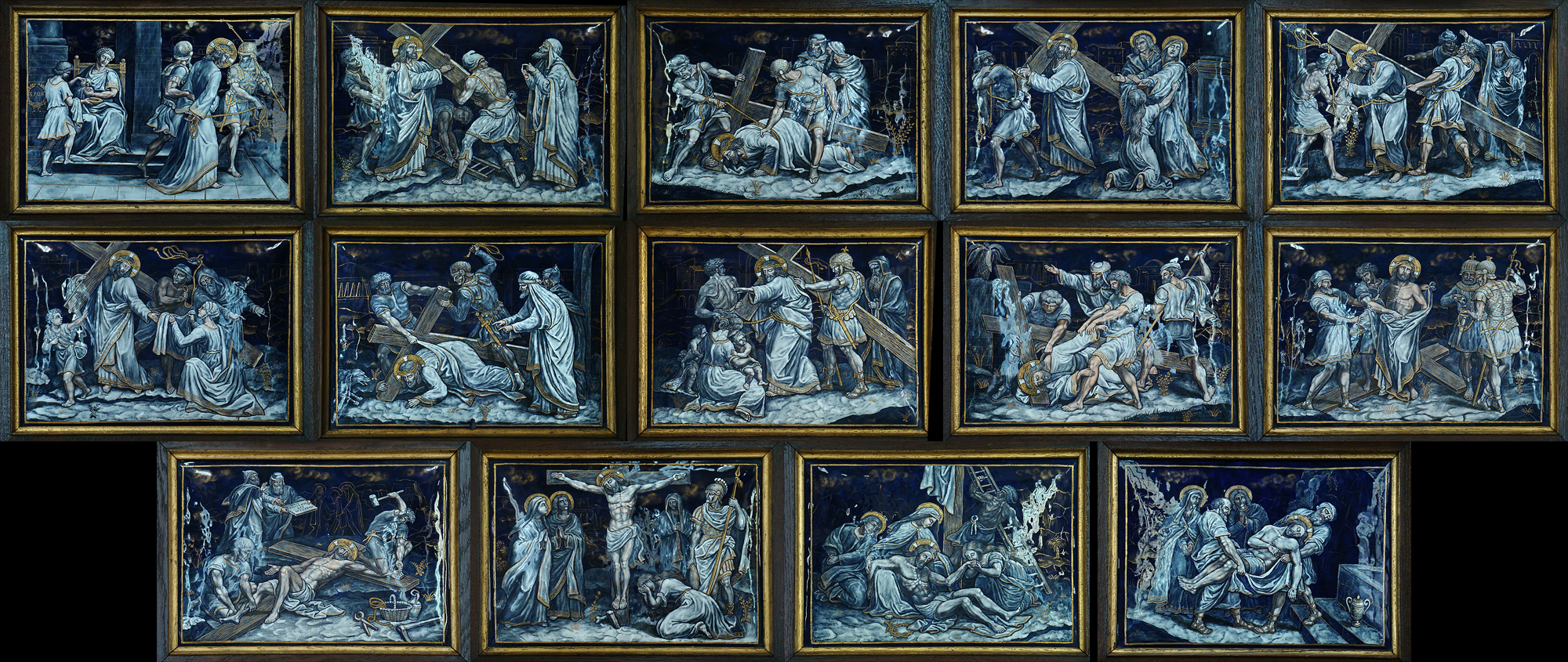
Les stations du chemin de croix de Notre-Dame-des-Champs.

L'ancienne église Notre-Dame-des-Champs d'Avranches (XVIIe – XIXe siècles), place Carnot, était située, comme son nom l'indique, à l'extérieur de la ville, au sud. Cette église d'une grande simplicité, connue grâce à une photo et quelques gravures, datait de la fin du XVIIe siècle. Devenue trop petite et des travaux devenant nécessaires, on admit l'idée, vers 1855, de construire un nouvel édifice. Des plans et un devis furent dressés par l'architecte Théberge, « enfant de la paroisse ». Toutefois, il fallut attendre le 12 avril 1863 pour assister à la pose de la première pierre par le préfet de la Manche en présence de Jean-Pierre Bravard, évêque de Coutances et d'Avranches. Alors, les travaux commencent vraiment tout en suscitant de nombreuses interrogations ; le projet de Théberge est gigantesque et beaucoup se demandent comment le financement du projet sera possible.
Le style « néo-gothique » décidé par l'architecte implique la réalisation d'un bâtiment aux proportions audacieuses qui rompent complètement avec celles de la modeste église que l'on souhaite remplacer. Les moyens de la ville et de la paroisse sont insuffisants, d'autant que la reconstruction de Saint-Gervais a coûté fort cher, et, en 1865 le maire d'Avranches et l'archiprêtre se déplacent à Paris afin de solliciter l'aide financière de l'État. Cette aide longtemps réclamée ne sera finalement octroyée qu'en 1876 et la consécration de l'église, par l'évêque Abel-Anastase Germain aura lieu le 13 novembre 1892.
La lente construction de l'édifice fut émaillée de nombreux événements parfois tragiques comme, en 1868, le décès d'un ouvrier maçon âgé de 27 ans, tombé de la hauteur de la rosace où il travaillait. L'architecte Théberge, mort en 1866, est remplacé par Cheftel. La Première Guerre mondiale mobilise toute la main d'œuvre, et les deux tours de la façade sont achevées entre 1926 et 1937. À cette époque, on installe également les grandes orgues dont la soufflerie bénéficie aussitôt de l'électricité. En juin 1944, l'église est gravement endommagée par un incendie consécutif au bombardement de la ville. Les travaux de restauration se prolongent plusieurs années et la réouverture au culte n'intervient qu'en février 1962.

##### Église Saint-Saturnin

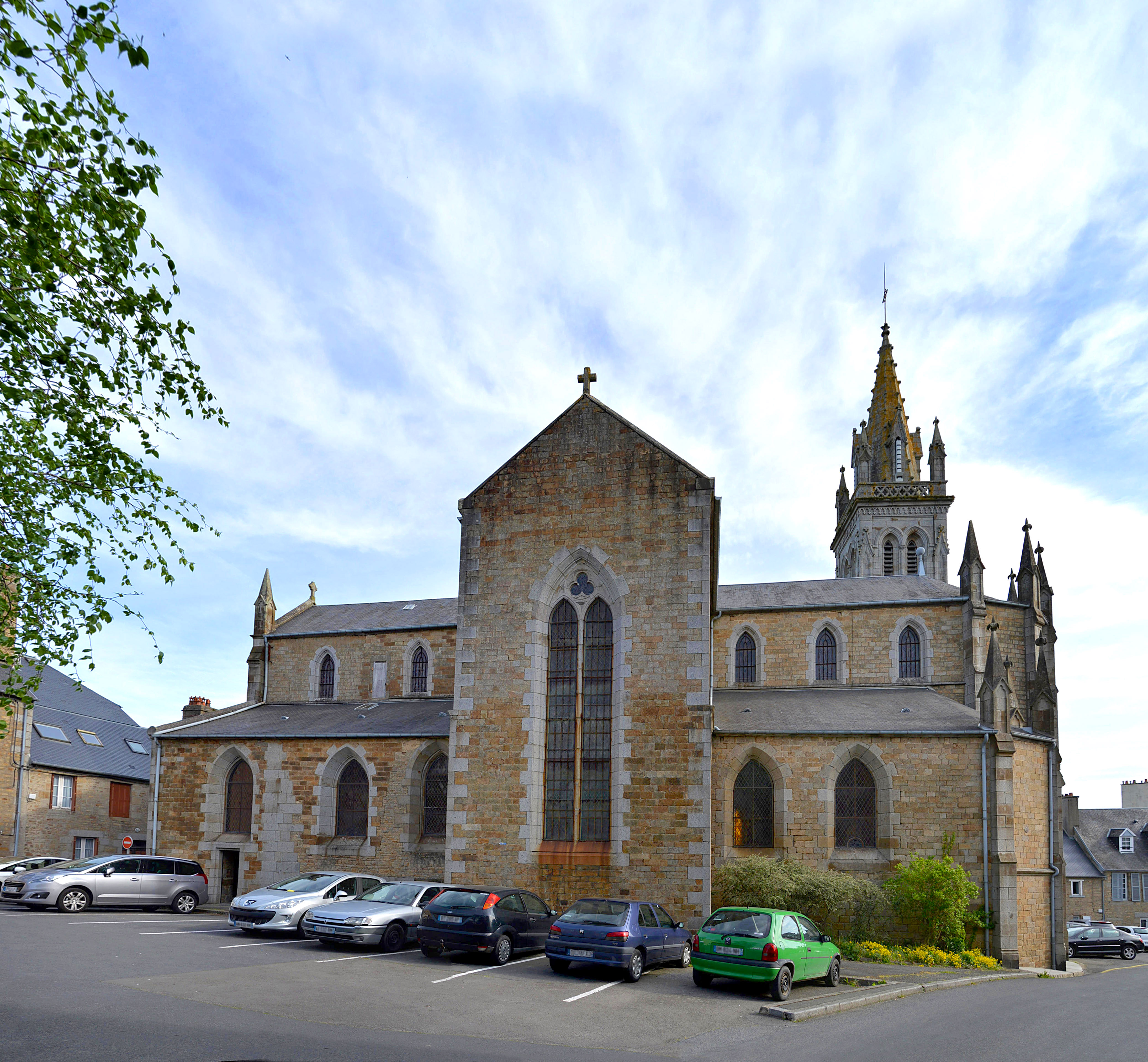
L'église Saint-Saturnin.

L'église Saint-Saturnin XIXe siècle de style néogothique, rue Saint-Saturnin, et ses abords immédiats ont livré quelques traces ténues de leur lointain passé, dont les origines semblent remonter au haut Moyen Âge. En 1961, des vestiges de sépultures à sarcophages sont mis au jour rue Saint-Saturnin et complètent les renseignements apportés par la découverte, en 1959, de tombes mérovingiennes sous le chœur de l'église Notre-Dame-des-Champs. En 1988, de nouvelles sépultures à l'emplacement de l'actuel Crédit Mutuel, découvertes lors de travaux, ont confirmé la présence d'un site religieux paléochrétien dans ce secteur de la ville.
Aujourd'hui, rien n'est visible de cette antique occupation, et, hormis quelques maisons de l'époque Moderne, le quartier porte principalement l'empreinte des aménagements urbains du XXe siècle.
L'église Saint-Saturnin elle-même est assez tardive puisque reconstruite à la fin du XIXe siècle. Avant cette ultime réfection, l'édifice présentait les caractéristiques de la fin du XVIIe et du début du XVIIIe siècle. Cependant, des éléments gothiques du XIIIe siècle, et notamment le porche occidental donnant sur l'actuelle rue Docteur-Gilbert, subsistaient et faisaient de cet édifice religieux, aux dires de certains historiens, le plus ancien de la commune. Lors de la guerre de Cent Ans (1337-1453), l'édifice fut endommagé.
Un rapport de 1836 fit état de l'excellent état de l'église, « il est solide et promet une longue durée ». Extérieurement comme intérieurement aucun travail d'entretien ni de réparation ne semblait nécessaire. Toutefois, la transformation de l'église fut décidée en raison de ses modestes dimensions ; en effet, le conseil paroissial affirma vers cette époque « que la population avait augmenté d'un cinquième depuis 1789 et que les jours de marché l'église était bondée ». En 1846, l'abbé Caillemer disait de Saint-Saturnin : « l'église ne pouvait contenir la population de la paroisse qui s'était considérablement accrue par suite de nombreuses constructions élevées depuis vingt ans sur son territoire devenu ainsi le plus beau quartier de la ville ». D'importants travaux eurent alors lieu sous la conduite du prêtre.
Commencés en mai 1846, les bas-côtés du chœur furent achevés en octobre 1847 ; puis, en 1852, les chapelles nord et sud du transept agrandirent encore l'édifice. En 1865, le chœur fut rehaussé afin de s'harmoniser aux nouveaux aménagements.
En 1876, la commune d'Avranches sollicita de l'État un secours pour la reconstruction d'un clocher. Le projet architectural retenu fut celui de l'architecte Édouard Danjoy, ce dernier dut toutefois simplifier une première étude jugée très coûteuse. Comme pour Notre-Dame-des-Champs, le style néogothique fut adopté.
En 1944, l'église ne subit pas de dégâts majeurs et seuls ses vitraux furent soufflés par les explosions ; dès le 8 juin elle était rouverte au culte.
À l'intérieur sont conservés un bas-relief du massacre des Innocents et de la fuite en Égypte, XIVe ou XVe siècle, ainsi qu'une cloche dite des Agonisants, œuvres classés au titre objet aux monuments historiques.

##### Basilique Saint-Gervais

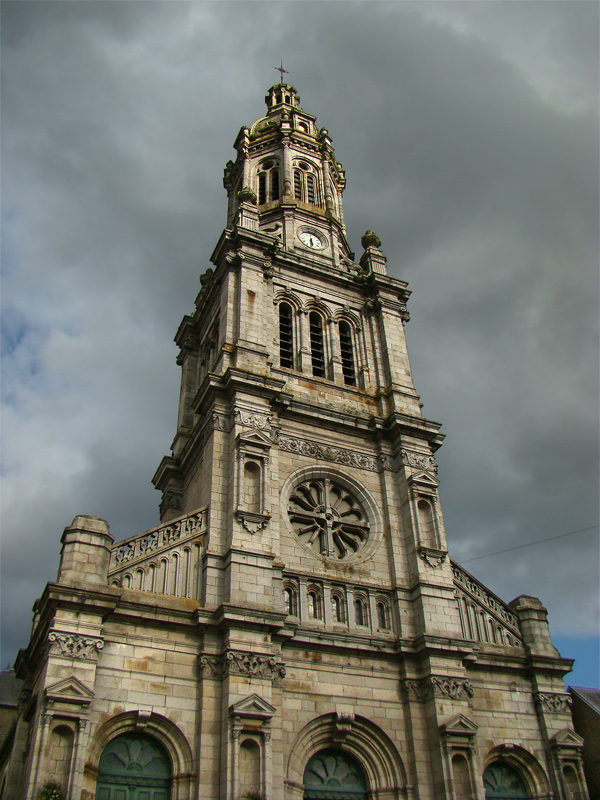
Basilique Saint-Gervais.

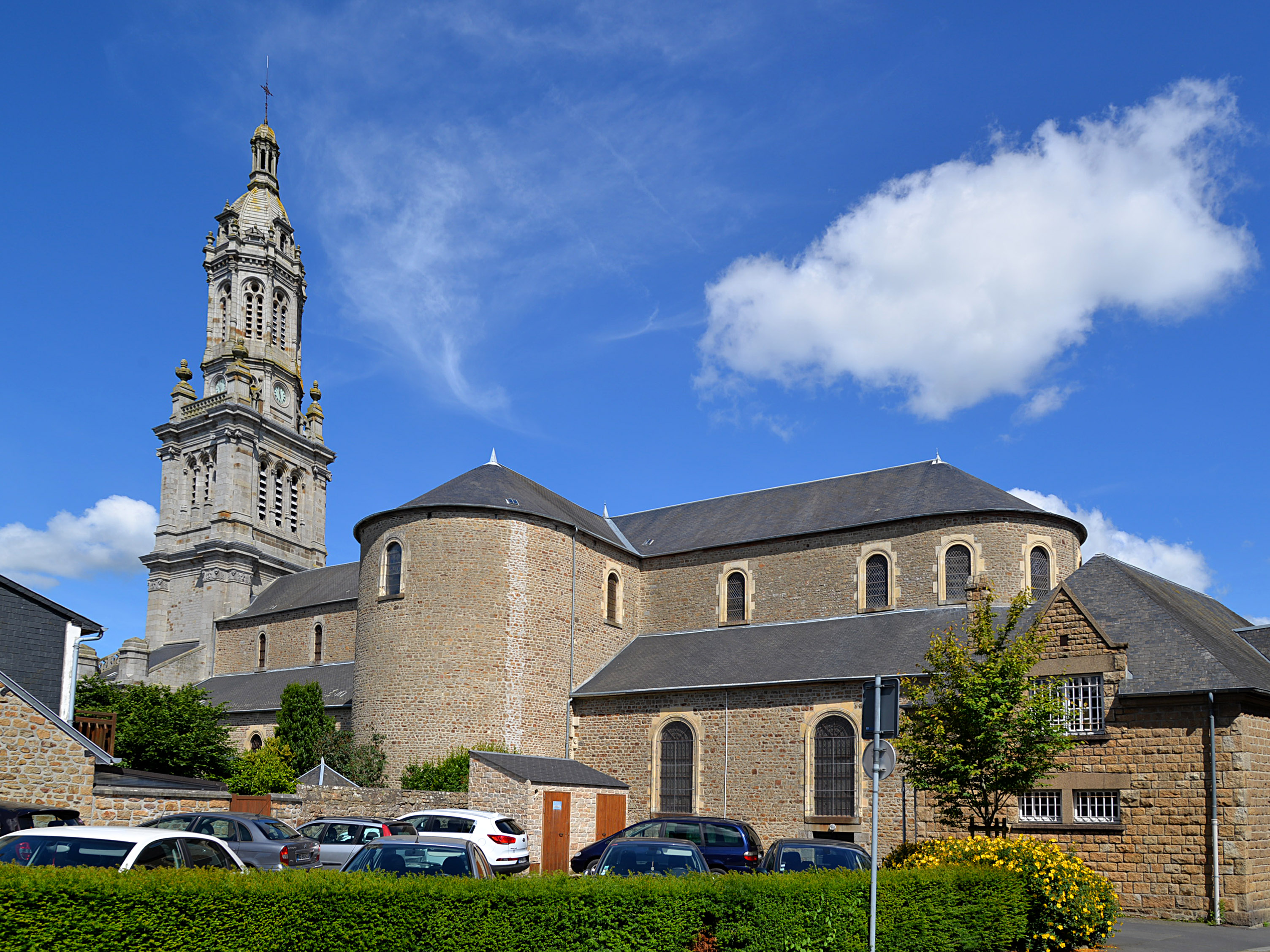
La basilique Saint-Gervais.

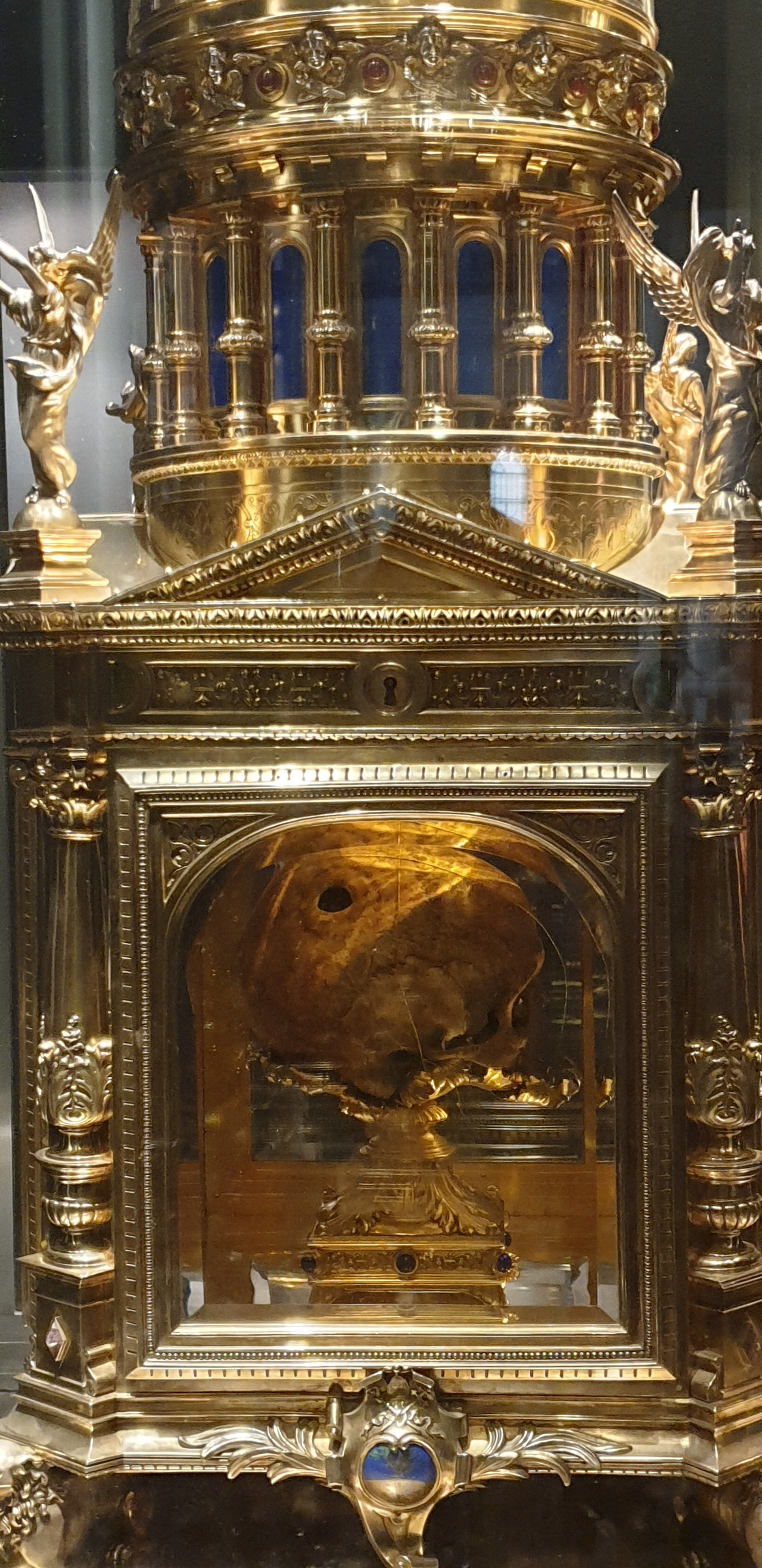
Chef de saint Aubert.

L'ancienne église Saint-Gervais, place Saint-Gervais, datait du milieu du XVIIe siècle. L'actuelle est un vaste édifice néoclassique reconstruit de 1823 à 1899. L'église abrite de nombreuses œuvres classés au titre objet aux monuments historiques et attire chaque année de nombreux visiteurs grâce à son trésor contenant le reliquaire du chef (crâne) de saint Aubert, qui en constitue l'atout principal.
La Révolution française dispersa les richesses accumulées au fil des siècles par le clergé ; les reliquaires et vases sacrés furent fondus, les reliques détruites et la statuaire éparpillée. Son curé, Louis Cousin (1705-1794), docteur en Sorbonne, mourut emprisonné à 90 ans au Mont-Saint-Michel pour ne pas avoir prêté serment. Au commencement du XIXe siècle, avec le « retour du culte », les paroisses se dotèrent de nouvelles richesses mais, en 1904, lors de la séparation de l'Église et de l'État, celles-ci furent à nouveau confisquées.
À Avranches, le clergé local prit une initiative originale en créant un petit musée paroissial qui allait devenir le « trésor de la basilique Saint-Gervais » ; Prospère Cornille, né à Courtils en 1864, devint archiprêtre de Saint-Gervais en 1911 et fut le véritable artisan de cette entreprise. Entre 1913 et 1933, ce prêtre passionné rassembla dans une salle au sud du clocher-porche une multitude d'objets, parfois hétéroclites, au côté des pièces d'orfèvrerie liturgique confiées à la ville et n'étant plus indispensable au culte.
Rapidement, cette collection devint une référence pour les amateurs d'« antiquités » et le père Cornille, faisant figure de « connaisseur, avisé et habile à réunir bien des objets anciens ou précieux », n'hésitait pas à ouvrir les portes de son antre et à en proposer la visite minutieuse vitrine par vitrine.
Aujourd'hui, les collections amassées par le père Cornille sont sous le contrôle du service de conservation des Antiquités et objets d'Art de la Manche (CAOA), qui inventorie régulièrement les collections et veille à leur bon état de conservation.

##### Autres édifices religieux
- L'église Saint-Étienne, rue Saint-Étienne, qui a conservé son ancien cimetière.
- La chapelle de la communauté des Sœurs Notre-Dame-du-Mont-Carmel, rue Brémesnil.
- La chapelle du lycée Notre-Dame-de-la-Providence, rue du Chanoine-Berenger.
- La chapelle de la Maison du Saint-Cœur-de-Marie, rue du Docteur-Eugène-Béchet (maison de retraite).
- La chapelle (hôpital), rue de la Liberté.
- L'église évangélique, rue Bouillant.
- Le portail de la chapelle Saint-Georges-de-Bouillé, dans le jardin des plantes, boulevard Jozeau-Marigné.
- Saint-Martin-des-Champs :
  - l'église Saint-Martin, rue de la Baie du XIXe siècle ;
  - le carmel, boulevard du Luxembourg.
- Ancienne abbaye Sainte-Anne de Moutons, boulevard Jozeau-Marigné, aujourd'hui théâtre et centre culturel, fondée en 1635 par Louis XIII.
- Ancien palais épiscopal, XIVe et XVe siècles, aujourd'hui tribunal d'instance.
- Dalle funéraire, place Huet, ou Henri II fit amende honorable pour le meurtre de Thomas Beckett.

### Personnalités liées à la commune

#### Naissances

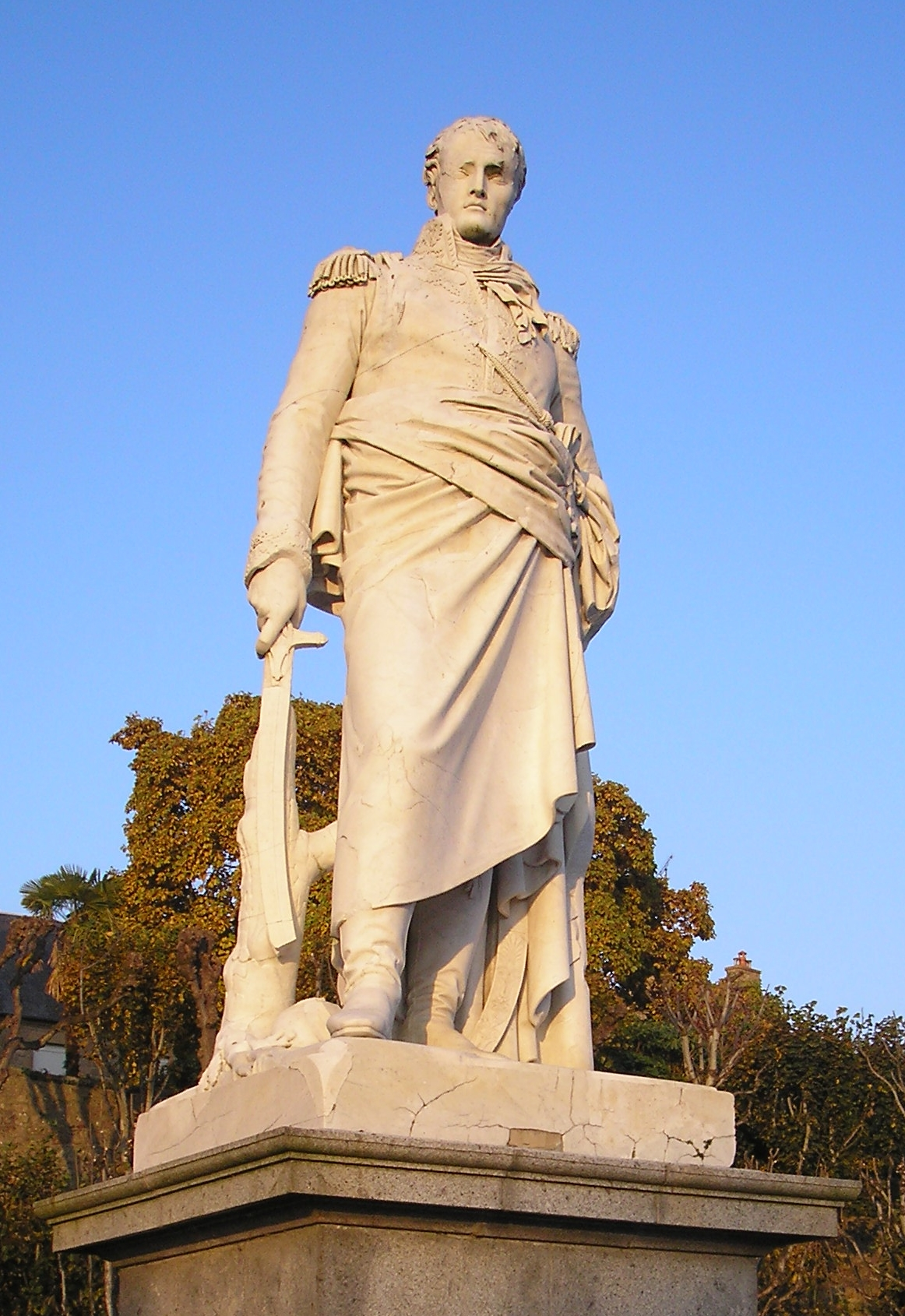
La statue du général Valhubert (par Cartelier).

- Jacques Parrain Des Coutures (1645-1702), écrivain.
- François Richer (1718-1790), juriconsulte, historien.
- Adrien Richer (1720-1798), historien.
- Louis Burdelot de Pontorson (1735-1797), homme politique.
- Jacques-René Artur de La Villarmois (1748-1822),  militaire et homme politique, député de la noblesse aux États généraux de 1789.
- François-Anne-René-Marie Le Maignen (1752-1836), homme politique né à Avranches, maire de Carentan, député de la Manche au Conseil des Cinq-Cents.
- Jean-François Lepigeon de Boisval (1759-1831), homme politique.
- Auguste-François Angot, (1763-1841), homme politique, député de la Manche.
- Jean-Marie Valhubert (1764-1805), général.
- Joseph Frain (1768-1840), né et décédé à Avranches, avocat et homme politique, maire d'Avranches, député d'Avranches à la Chambre des Cent-Jours.
- Jean-Baptiste Launay (1768-1827), capitaine d'artillerie, fondeur de la Colonne Vendôme et de divers ponts de Paris, inventeur.
- Gilles Le Moine des Mares (1774-1852) homme politique, député de la Manche.
- Marc Valentin Regnouf de Vains, (1778-1843), député de la Manche (1815-1816) et (1820-1827).
- Victor Union Oger (1794-1860), homme politique, député des Ardennes de 1834 à 1848, sous la monarchie de Juillet.
- Hippolyte Abraham, dit Abraham-Dubois, (1794-1863), député de la Manche en 1832.
- René Waldeck-Rousseau (1809-1882), homme d'État.
- Charles Gaslonde (1812-1886), homme politique né Avranches, député de la Manche de 1848 à 1851 puis de 1871 à 1881.
- Paul-Amand Challemel-Lacour (1827-1896), homme d'État.
- Eugène de Robillard de Beaurepaire (1827-1899), historien.
- Charles de Robillard de Beaurepaire (1828-1908), archiviste-paléographe.
- Guillaume Desgranges (1886-1967), peintre.
- Albert Bergevin (1887-1974), artiste-peintre.
- Fernand Bignon (1888-1969), photographe.
- Gérard Cochet (1888-1969), peintre.
- André Cheftel (1901-1980), architecte, né et mort à Avranches.
- Michel Bernard (1911-1993), missionnaire, archevêque de Brazzaville, puis premier évêque de Nouakchott.
- Jean-Luc Ponty (1942-), violoniste de jazz.
- Stéphane Bouvet (1963-), acteur de théâtre et metteur en scène.
- Samuel Le Bihan (1965-), acteur.
- Fredy Fautrel (1971-), arbitre international de Ligue 1.
- Franck Nivard (1979-), jockey, entraîneur hippique.

#### Autres
- Aubert d'Avranches (?-720), évêque d'Avranches, fondateur du Mont-Saint-Michel.
- Pierre-Daniel Huet (1630-1721), érudit.
- François-Jean-Baptiste de Quesnel (1765-1819), général des armées de la République et de l'Empire y est décédé.
- Émile Littré (1801-1881), lexicographe, philosophe français et membre de l'Académie nationale de médecine.
- Édouard Le Héricher (1812-1890), archéologue et philologue, mort à Avranches.
- Henri et Madeleine Bitard, Élise et Paul Thomas sont reconnus Juste parmi les nations pour avoir sauvé des Juifs à Avranches pendant la Seconde Guerre mondiale.

### Héraldique, logotype et devise
| Armes d'Avranches | « D'azur à deux tours rondes, jointes par un entre-mur, la porte fermée au milieu, le tout d'argent maçonné de sable, surmonté d'un dauphin contourné et couché d'argent, accosté de deux croissants d'or. ». La porte ou château renvoie au passé militaire de la ville qui, jusqu'au XVIIIe siècle, demeura une place forte importante ; les trois fleurs de lis d'or évoquent la royauté et le rachat de la ville par saint Louis au XIIIe siècle. L'apparition des croissants sur les armes de la ville remonterait aux guerres de religion, sous le règne d'Henri II, et rappellerait l'appartenance d'Avranches à la Ligue, c'est-à-dire au parti catholique. Le poisson visible sur l'écu est un « dauphin versé », selon la terminologie héraldique ; sa présence a été interprétée comme une allusion à la mer toute proche et aux eaux poissonneuses de l'estuaire de la Sée. |

Victor-Adolphe Malte-Brun rapporte, dans La France illustrée (tome 3, Jules Rouff éditeur, Paris, 1882), deux blasonnements différents pour les armes d'Avranches :
- « d'azur, au portail de ville d'argent, accosté de deux fleurs de lis d'or, et sommé d'un dauphin d'or surmonté d'ube fleur de lis du même » ;
- « d'azur, à trois sautoirs alaisés d'argent posés en bande ».